# Śródmieście (Żywiec)
Śródmieście – dzielnica Żywca, stanowiąca główne centrum administracyjno-handlowe miasta.

## Położenie

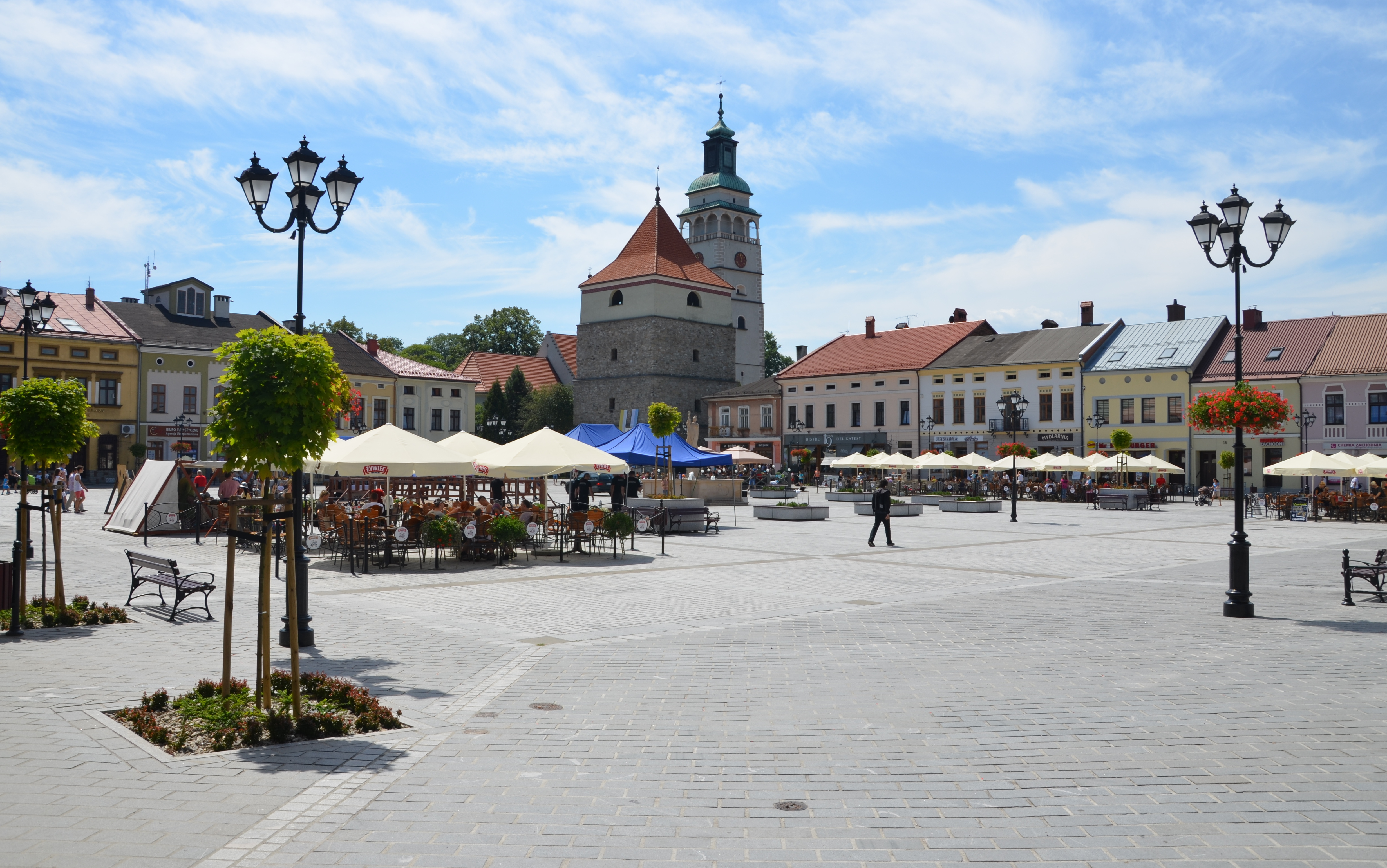
Rynek w Żywcu

Śródmieście leży w samym centrum miasta – na terenie dzielnicy położony jest Rynek, uważany za jego centralny punkt. Śródmieście jest dzielnicą w której mieści się większość zabytków i instytucji publicznych w mieście. Położone jest na skrzyżowaniu dróg wojewódzkich 946 i 945.
Historycznie, oprócz właściwego Śródmieścia, wyróżnia się również Rudzę, obejmującą zabudowę ulic 3-go Maja, Batorego, Brackiej, Małej i Świętokrzyskiej.
Śródmieście graniczy z:
- Kocurowem-Kolebami[3]
- Moszczanicą[3]
- Sporyszem[3]
- Zabłociem[3]

## Historia

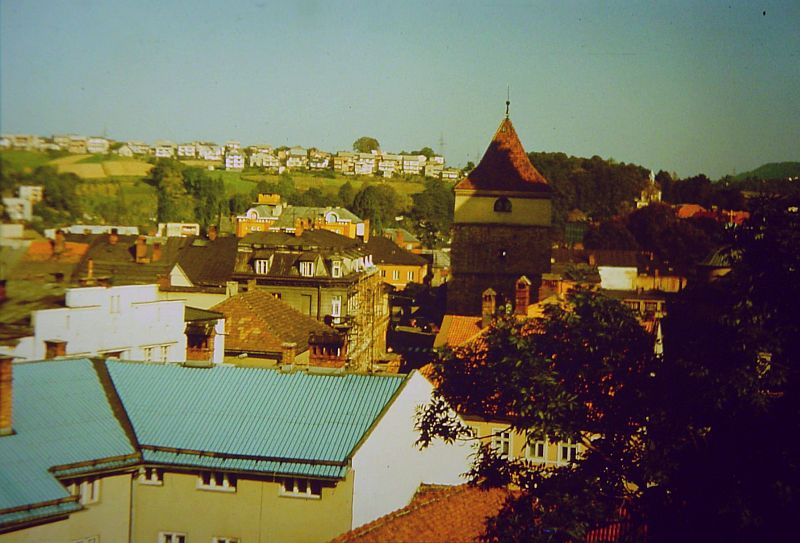
Widok Śródmieścia w 1988

Śródmieście jest kolebką dawnego miasta Żywiec – jego granice prawie w całości pokrywają się z granicami Żywca do roku 1929. Śródmieście zawsze stanowiło centrum administracyjno-handlowe miasta.
Podstawowy trzon społeczności miejskiej stanowili rzemieślnicy, kupcy i handlarze. Mieszczanie trudnili się też uprawą ziemi i hodowlą bydła domowego, korzystali z własnego lasu miejskiego na Łysce (około 64 ha) i w Kiełbasowie (około 400 ha) oraz łąk i pastwisk nad Sołą. Znani byli także z pięknych narodowych strojów przywdziewanych na uroczystości.
Ważniejsze urzędy i sklepy skupiały się przy ul. Bielskiej (od 1901 roku ul. Kościuszki), reprezentacyjnej ulicy miasta. Działała tam m.in. wędliniarnia Fuhrmana i Sojeckiego oraz księgarnia Lintschera.
Przez dziesięć lat (1887–1897) istniała tu szkoła zawodowa stolarska i zabawkarska, przeniesiona następnie do Kalwarii Zebrzydowskiej. Po jej przeniesieniu kształceniem zawodowym młodzieży zajmowała się Uzupełniająca Szkoła Przemysłowa, kształcąca w 3-letnim cyklu uczniów zrzeszonych w Żywieckim Stowarzyszeniu Cechowym.
Wyższa Szkoła Realna w Żywcu powstała w 1904 roku. Do roku 1936 była jedyną szkołą ponadpodstawową dla całego regionu, kiedy to otwarta została Miejska Jednoroczna Szkoła Przysposobienia Kupieckiego, obecny Zespół Szkół Ekonomiczno-Gastronomicznych.
Od 1888 roku czynny był Szpital im. Franciszka Józefa I przy ulicy Krakowskiej (obecnie ul. Sienkiewicza).
W 1892 r. powstała w Komunalna Kasa Oszczędności, która w 1930 roku odnotowała szczyt oszczędności w kwocie 4 911 379 zł.
W 1902 roku wmurowano kamień węgielny pod budowę gmachu Towarzystwa Gimnastycznego „Sokół”, który został oddany do użytku 6 września 1904.
Po 1945 powstały tu pierwsze bloki mieszkalne, wybudowane przy ul. Handlowej i Węglowej. W 1959 wybudowane zostały bloki mieszkalne zlokalizowane przy ul. Krasińskiego.
Śródmieście początkowo rozwijało się w okolicach Rynku, dopiero w latach sześćdziesiątych i siedemdziesiątych ubiegłego stulecia, po budowie wielkopłytowych osiedli mieszkaniowych, gwałtownie rozrosło się w kierunkach północnym i południowo-wschodnim. 4 marca 1961 powołana została Spółdzielnia Mieszkaniowa „Gronie”, która w 1962 zainaugurowała budowę Osiedla Pod Grapą. W 1964 ukończone zostało Osiedle Parkowe, a w 1971 zakończona została budowa Osiedla Młodych. W 1973 rozpoczęto budowę Osiedla 700-lecia, kontynuowaną do 1992. W 1976 zainicjowane został stawianie osiedli domów jednorodzinnych położonych na Górze Burgałowskiej. W 1981 powstało ponadto Osiedle Paderewskiego.
W 1963 przy ul. Komorowskich została na jednym z budynków została wmurowana tablica ku pamięci manifestacji robotników w 1932, w trakcie pacyfikacji której śmierć poniosło kilkoro protestujących.
W 1972 z inicjatywy lekarza Adama Pliszewskiego powołane zostało Stowarzyszenie Opieki nad Ludźmi Starymi „Pomoc” z siedzibą w biurze Zarządu Powiatowego Polskiego Czerwonego Krzyża, na bazie którego 5 stycznia 1973 utworzony został Powiatowy Społeczny Komitet Budowy Domu Spokojnej Starości. W celu pozyskania środków na powstanie obiektu, Wanda Mojżyszek, zaangażowana na rzecz pracy miejscowego oddziału PCK, przekazała na rzecz stowarzyszenia będący jej własnością budynek kina „Janosik”. Stowarzyszenie początkowo pozyskiwało przychody z jego wynajmu, a następnie dokonało sprzedaży obiektu. Fundusze na powstanie domu spokojnej starości otrzymano również z dotacji osób prywatnych, zbiórek organizowanych przez młodzieżowe koła PCK wszystkich szkół regionu, czy darowizn przekazywanych przez zakłady pracy (Żywiecka Fabryka Śrub „Śrubena”, Żywieckie Zakłady Papiernicze „Solali”, Odlewnia Żeliwa w Węgierskiej Górce i inne). Działka pod powstanie domu przy ul. Śliżowy Potok częściowo została ofiarowana przez Urząd Miejski, a kolejne grunty zostały zakupione z zebranych środków. W 1975 przystąpiono do budowy obiektu, a część prac została wykonana w czynie społecznym. Dom Spokojnej Starości został uruchomiony w maju 1978, a 9 września 1978 miały miejsce uroczystości związane z jego otwarciem. 28 października 1985 instytucja otrzymała imię Adama Pliszewskiego. W późniejszym okresie dom został przejęty przez żywiecki Zakład Opieki Zdrowotnej oraz Wydział Zdrowia Urzędu Wojewódzkiego i przyjął wówczas nazwę „Państwowy Dom Rencisty”. Zrzeczenie się praw własności do ośrodka na rzecz instytucji państwowych zostało wymuszone na Stowarzyszeniu „Pomoc”, które zostało rozwiązane 31 grudnia 1986. W latach 90. XX wieku placówka została przemianowana na Dom Pomocy Społecznej.
W 1985 przy Alei XXX-lecia PRL (współcześnie Aleja Józefa Piłsudskiego 50) wzniesiony został budynek Miejskiej Przychodni Rejonowej. Uruchomione zostały tu poradnie dla chorych oraz specjalistyczne gabinety lekarskie.
5 czerwca 1994 po trwającej pół roku całkowitej przebudowie została otwarta ulica Witosa. Dzięki przeprowadzonej modernizacji stała się ona ostatnim odcinkiem sieci obwodnic otaczających ścisłe centrum miasta, umożliwiając usprawnienie prowadzenia ruchu samochodowego w kierunku Jeleśni i Korbielowa.
20 maja 1995 na skrzyżowaniu Alei Piłsudskiego z ul. Powstańców Śląskich zostało otwarte pierwsze na terenie miasta rondo. Ma ono 20 m średnicy i powstało w formie kopca o wysokości 1,2 m, który został obsadzony krzewami i ozdobną roślinnością. Zastosowanie kopca miało spowodować ograniczenie widoczności pojazdów nadjeżdżających z naprzeciwka, na skutek czego przejeżdzające nim pojazdy zmuszone są do obniżenia prędkości. Uchwałą Rady Miejskiej z 27 września 2018 rondo to otrzymało imię ppłk. dypl. Władysława Steblika.
7 października 1998 miało miejsce otwarcie nowej siedziby pogotowia ratunkowego przy ul. Żeromskiego 7, która powstała w dwupiętrowym obiekcie zakupionym od Fabryki „Ponar”.
1 października 2000 w siedzibie Zespołu Szkół Mechaniczno-Elektrycznych przy ul. Komisji Edukacji Narodowej uruchomiony został zamiejscowy ośrodek dydaktyczny Wydziału Inżynierii Elektrycznej i Komputerowej oraz Wydziału Budownictwa i Infrastruktury Komunikacyjnej Politechniki Krakowskiej, gdzie studia prowadzone były w systemie zaocznym. Równocześnie otwarta została wówczas Beskidzka Wyższa Szkoła Turystyki, która ulokowana została w Nowym Zamku, a w pierwszym roku jej funkcjonowania otwarte zostały kierunki „administracja” o specjalności administracja samorządowa regionów turystycznych i przygranicznych (system dzienny) oraz „turystyka i rekreacja” o specjalnościach turystyka i rekreacja oraz hotelarstwo (system zaoczny).
14 grudnia 2001 w nowo powstałym budynku przy ul. Sienkiewicza 52, zlokalizowanym obok siedziby Szpitala Powiatowego, otwarte zostało „Centrum Dializ International Nephrology Centers Poland Sp. z o.o.”, powstałe we współpracy ze Starostwem Powiatowym oraz szpitalem i mogące obsłużyć około 75 pacjentów. W styczniu 2002 placówka przyjęła pierwszych dializowanych.
14 września 2005 w budynkach przy ul. Witosa będących dawniej siedzibą jednostki Wojsk Ochrony Pogranicza przez założoną w 1998 Fundację Pomocy Dzieciom otwarto „Centrum Rehabilitacyjno Edukacyjne dla Dzieci”, które zajmuje się prowadzeniem zajęć rehabilitacyjnych oraz edukacyjnych skierowanych do niepełnosprawnych dzieci.
W 2005 przeprowadzona została modernizacja Alei Piłsudskiego od ronda na skrzyżowaniu z ul. Powstańców Śląskich do ulicy Henryka Sienkiewicza. W ramach inwestycji powstała nowa nawierzchnia jezdni i chodników, kanalizacja deszczowa, jak również dokonano budowy brakującego fragmentu chodnika na odcinku od pawilonu „Malinka” na Osiedlu Młodych do skrzyżowania z ul. Komonieckiego, ścieżki rowerowej i 50 miejsc postojowych dla samochodów.

## Śródmieście dzisiaj
Współczesne Śródmieście stanowi centrum administracyjno-usługowe miasta.
Jest dzielnicą bardzo zróżnicowaną pod względem zabudowy. W jego południowej i zachodniej części dominują wielkopłytowe osiedla mieszkaniowe (Osiedle 700-lecia, Osiedle Młodych i inne), a także centra handlowe (hipermarket Tesco, centra handlowe Lider i Targówek) oraz obiekty użyteczności publicznej (Urząd Miejski, Starostwo Powiatowe, Sąd Rejonowy i inne), natomiast w północnej części dzielnicy koncentruje się zabudowa jednorodzinna (Osiedle Widok, Osiedle Góra Burgałowska i inne).
Rudza, część dzielnicy położona w jej zachodniej części, charakteryzowała się niegdyś zabytkową drewnianą zabudową, jednak została ona zniszczona w czasie II wojny światowej i zastąpiona nowoczesnym budownictwem.
Mimo że dzielnica charakteryzuje się zwartą zabudową, nie brakuje tutaj terenów zielonych, takich jak Park Zamkowy, czy skwer między Aleją Legionówi Aleją Wolności.

## Rudza
Częścią Śródmieścia jest Rudza, najstarszy fragment miasta. Pierwsi osadnicy zostali tam sprowadzeni w XIII wieku przez rodzinę Thurzonów, która otrzymała pozwolenie na eksploatację minerałów na Grojcu i w jego okolicy. Podczas II wojny światowej duża część drewnianych zabudowań uległa zniszczeniu, zachowały się jednak resztki dawnego budownictwa. Znajduje się tam kościół św. Krzyża, wybudowany pod koniec XIV wieku.

## Zbiorniki i cieki wodne

Soła w Żywcu

Główną rzeką przepływającą przez Śródmieście jest Soła, prawy dopływ Wisły o długości 88,9 km i powierzchni dorzecza wynoszącej 1,4 tys. km². Soła zaczyna się jako połączenie kilku potoków górskich Beskidu Żywieckiego w okolicach Rajczy. Rzeka uchodzi do Wisły w okolicach Oświęcimia, zwiększając jej przepływ o około 59% (najwięcej w skali kraju).
Prawym dopływem Soły jest Koszarawa. Początek bierze w rejonie wsi Koszarawa. Następnie płynie przez tereny gmin: Koszarawa, Jeleśnia, Świnna oraz przez miasto Żywiec, gdzie wpada do Soły w rejonie mostu kolejowego.
Północno-zachodnie krańce dzielnicy położone są nad Jeziorem Żywieckim. Jest to zbiornik retencyjny (100 mln m³) na Sole, o powierzchni 1000 ha. Utworzenie jeziora w 1966 roku spowodowało zalanie znajdujących się na jego obecnym terenie wsi, m.in. Tresnej czy Zadziela oraz dzielnicy miasta o nazwie Stary Żywiec.

## Zabytki

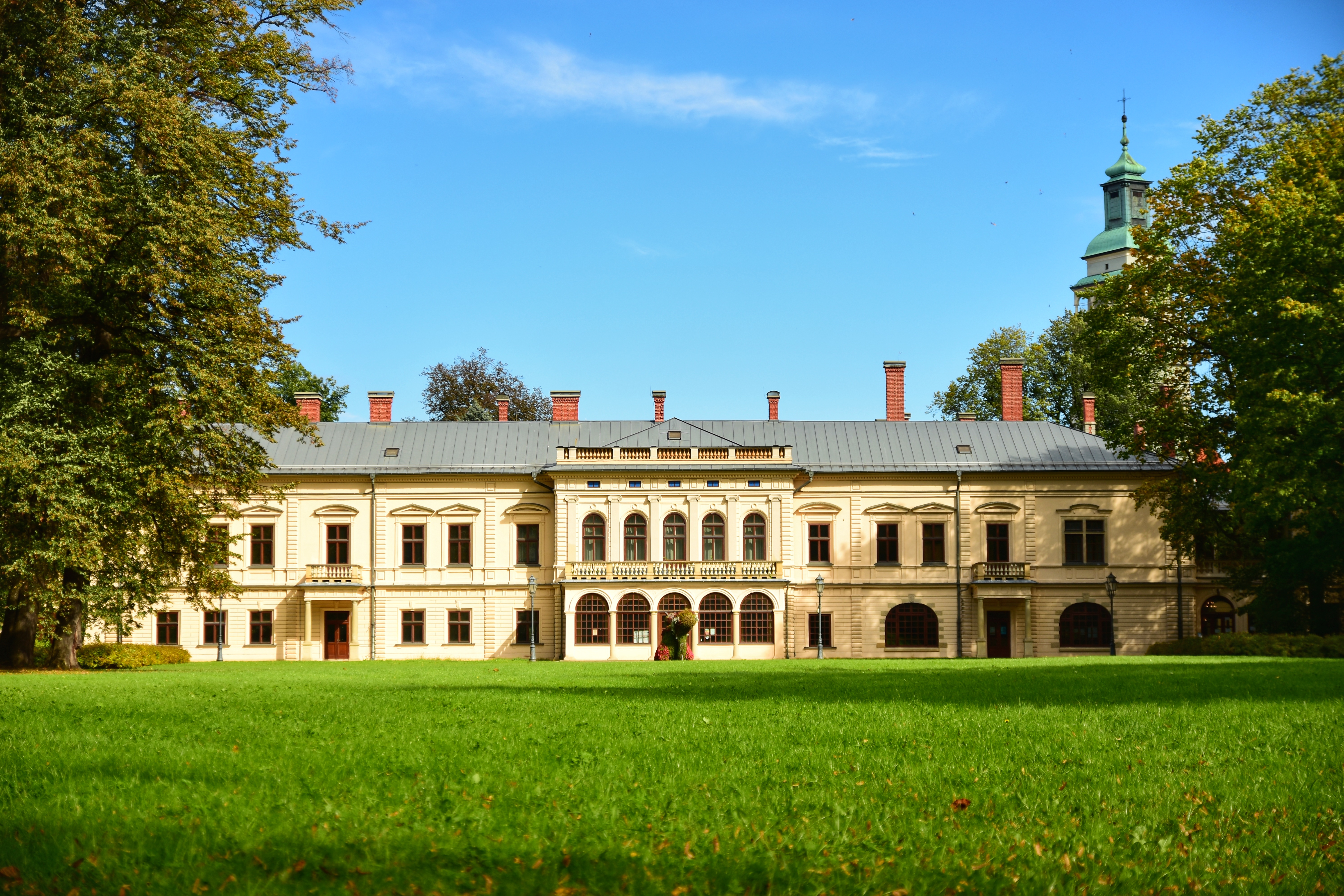
Pałac Habsburgów

Park Zamkowy

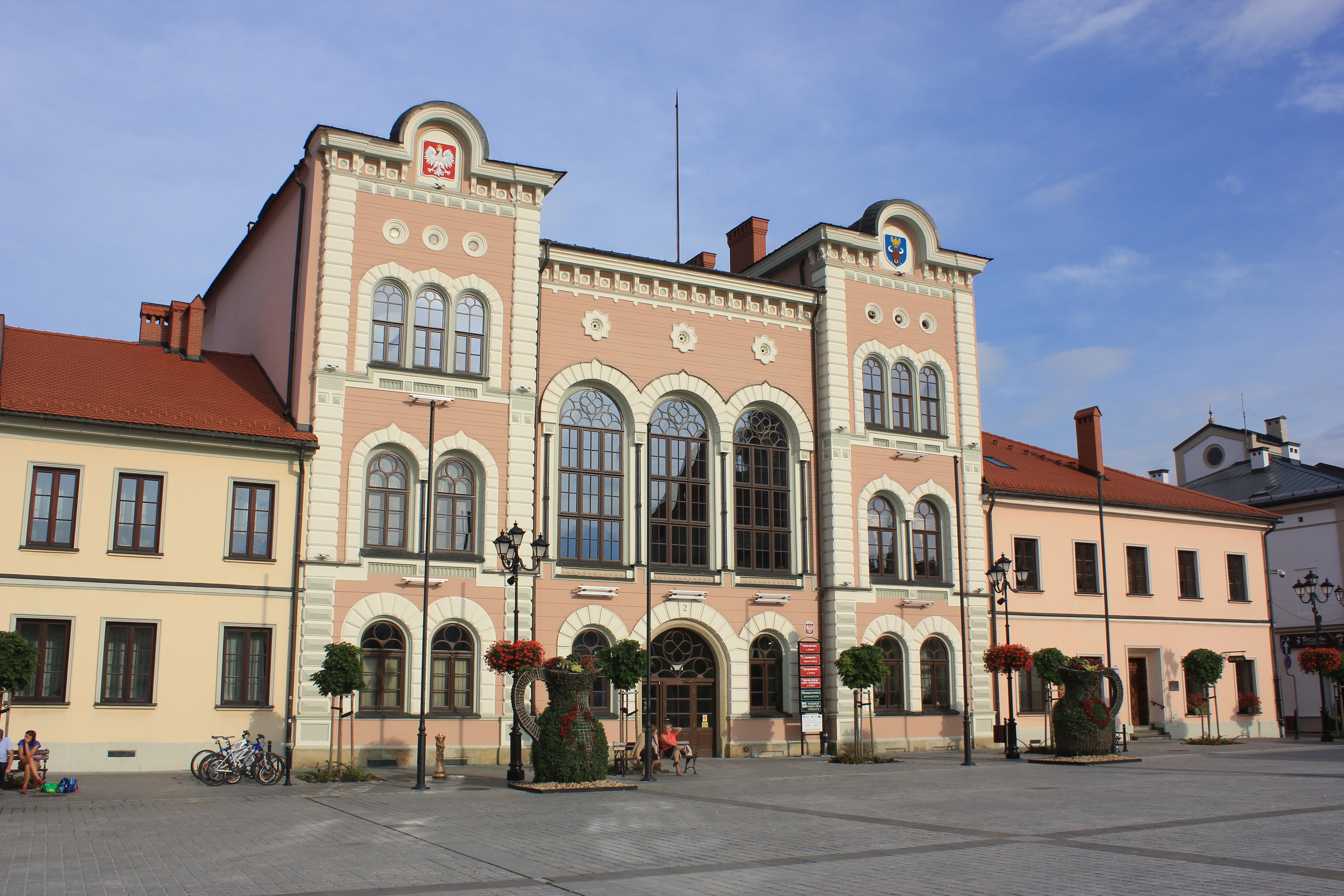
Ratusz – siedziba Urzędu Miejskiego

W dzielnicy znajduje się większość zabytków miasta:
- Zespół zamkowo-parkowy:
  - Stary Zamek – wzniesiony przez Komorowskich w latach 1485–1500, kilkukrotnie przebudowywany, obecny neogotycki wygląd efektem przebudowy przez Habsburgów w latach 1850–1870, siedziba Muzeum Miejskiego
  - Nowy Zamek – neoklasycystyczny pałac Habsburgów z lat 1893–1895, rozbudowany w latach 1906–1910
  - Park Zamkowy – założony przez Wielopolskich w końcu XVII w., przekomponowany w stylu angielskim przez Habsburgów na przełomie XIX i XX w.
    - Domek Chiński – dwukondygnacyjna XVIII-wieczna altana na parkowej wyspie
- Konkatedra Narodzenia NMP – powstała w połowie XV wieku, wskutek licznych przebudów mieszana stylowo (dominuje gotyk i renesans)
- Dzwonnica – wolnostojąca, kamienna, wzniesiona w latach 1723–1724
- Kościół św. Krzyża – gotycki, powstały w 1428 r., wieża z r. 1910
- Kościół św. Marka – neogotycki, wzniesiony w 1885 r. w miejscu wcześniejszej drewnianej świątyni
- Cmentarz przy kościele św. Marka – założony w 1591 r., zamknięty w 1797 r.
- Cmentarz Przemienienia Pańskiego – założony w 1701 r.
  - kościół cmentarny Przemienienia Pańskiego – barokowy, zbudowany w 1701 r.
- Siejba – klasycystyczny budynek z końca XVIII w., obecnie siedziba Żywieckiej Biblioteki Samorządowej
- Ratusz – zbudowany w II połowie XIX w., swoją architekturą – łączącą neorenesans i neomauretanizm – przypomina synagogę
- Budynek Zespołu Szkół Ekonomiczno-Gastronomicznych – gmach neorenesansowy zbudowany w 1880 r., pierwotnie siedziba szkoły podstawowej
- Szpital Powiatowy – zbudowany w 1888 r. w stylu neorenesansowym
- Sąd Rejonowy – gmach neorenesansowy, z końca XIX w., pierwotnie siedziba Zarządu Dóbr Arcyksiążęcych
- Gmach „Sokoła” – secesyjny z 1904 r.
- Szkoła Podstawowa nr 2 – gmach neobarokowy, wzniesiony w latach 1907–1909, pierwotnie siedziba Szkoły Panieńskiej
- I Liceum Ogólnokształcące – gmach neorenesansowy, zbudowany w latach 1905–1911 dla c. k. Wyższej Szkoły Realnej
- Pomnik Grunwaldzki – odsłonięty w 1910 r., zburzony w 1939 r., odbudowany w oryginalnym kształcie w 2005 r.
- Dawna remiza strażacka przy ul. Kościuszki – neogotycka, z 1910 r.

## Ważniejsze obiekty publiczne
- Urząd Miejski w Żywcu przy Rynku[35]

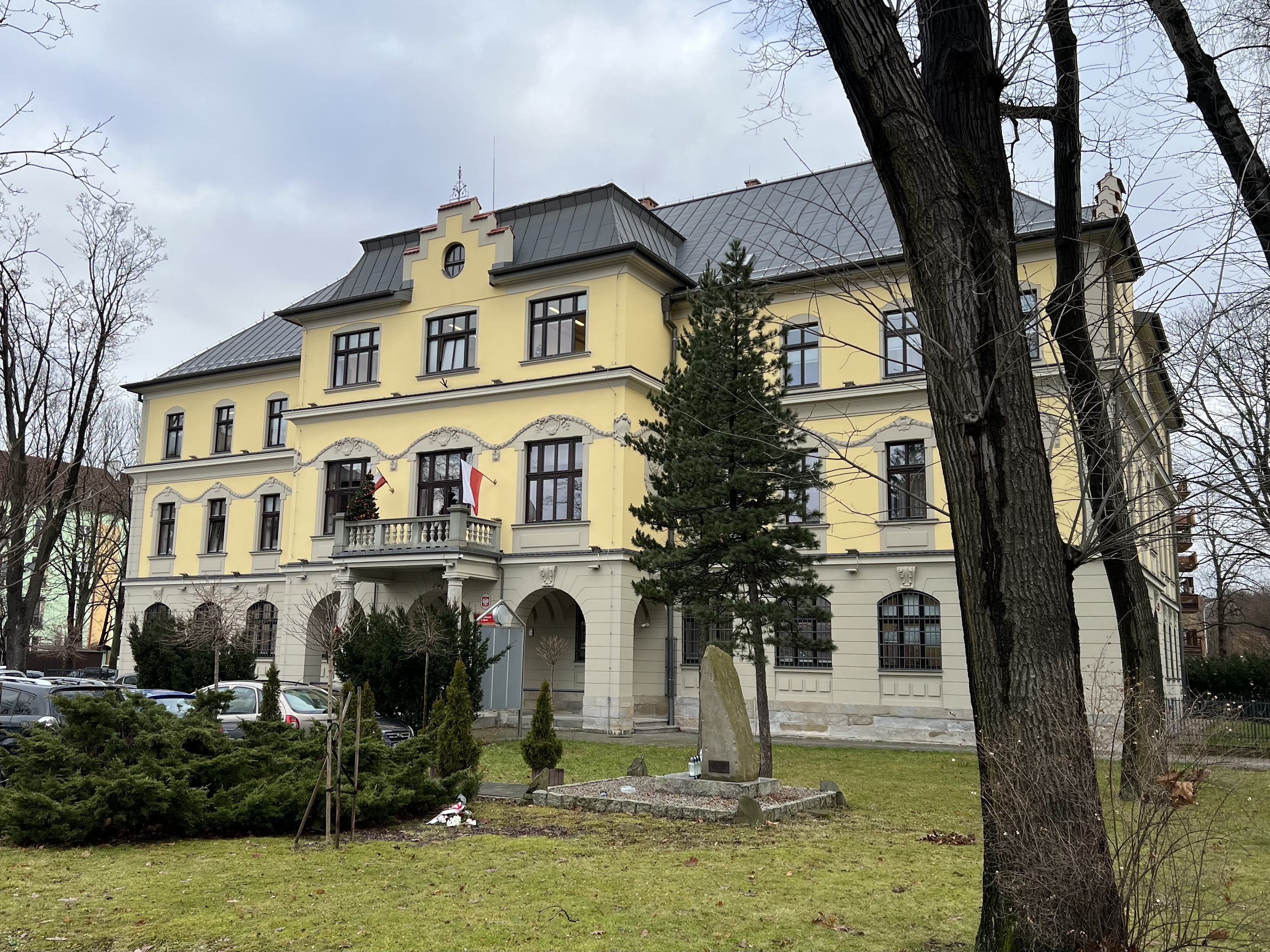
Starostwo Powiatowe w Żywcu

- Starostwo Powiatowe w Żywcu przy ul. Krasińskiego[36]
- Muzeum Miejskie przy ul. Zamkowej[37]
- Sąd Rejonowy przy ul. Kościuszki[38]
- Prokuratura Rejonowa przy ul. Powstańców Śląskich[39]
- Żywiecka Biblioteka Samorządowa przy ul. Kościuszki[40]
- Komenda Powiatowa Policji przy Alei Piłsudskiego[41]
- Zakład Ubezpieczeń Społecznych przy ul. Piernikarskiej[42]
- Urząd Pocztowy nr 1 przy ul. Kościuszki[43]
- Miejskie Centrum Kultury przy Alei Wolności[44]

## Kultura i media

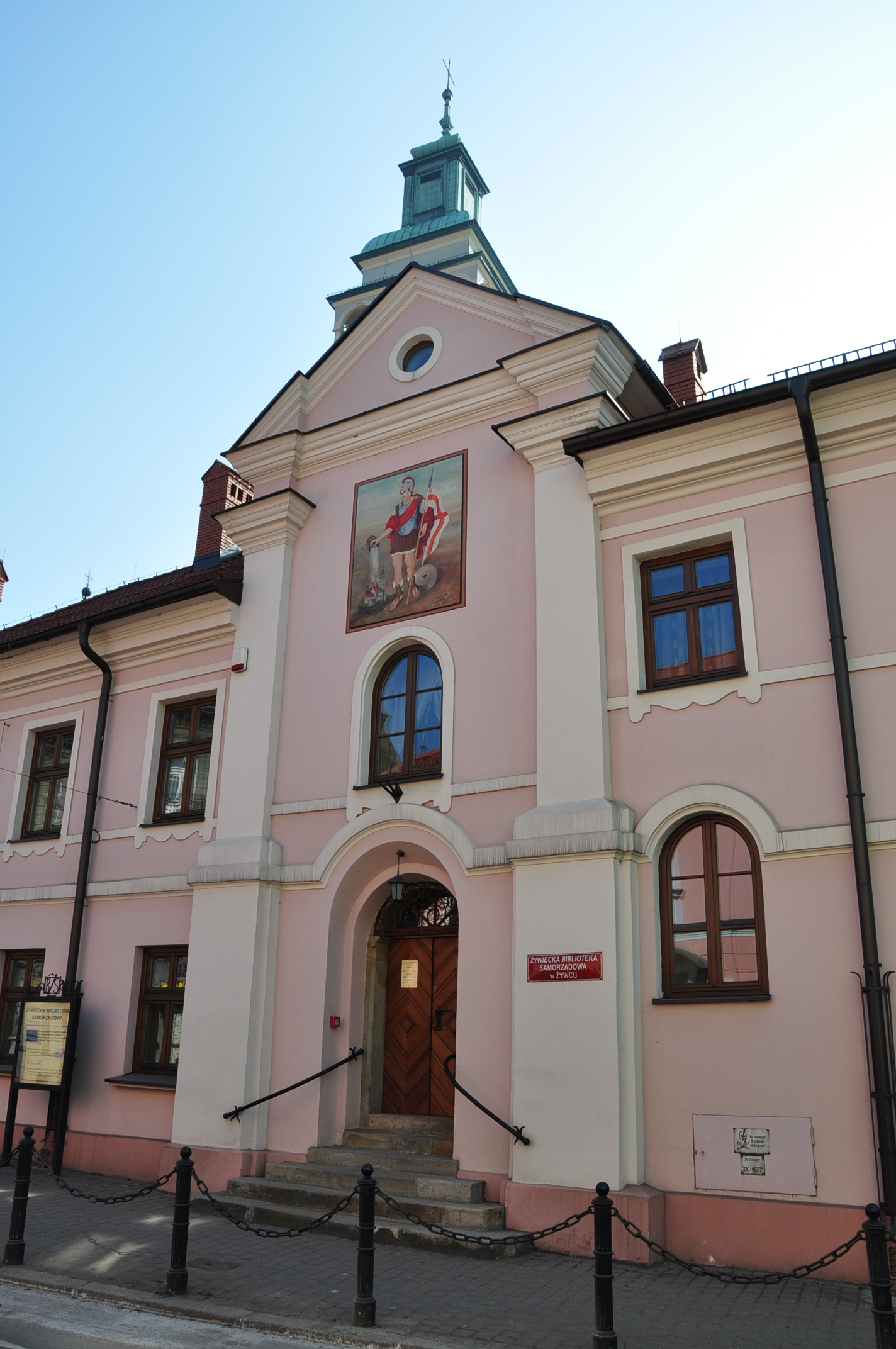
Siedziba Żywieckiej Biblioteki Samorządowej

Na terenie dzielnicy działalność prowadzi Miejskie Centrum Kultury w Żywcu z filiami przy Rynku i na Osiedlu Parkowym. Siedzibą Miejskiego Centrum Kultury jest budynek dawnego Towarzystwa Gimnastycznego „Sokół” przy alei Wolności 4.
Przy ul. Kościuszki 5 znajduje się siedziba Żywieckiej Biblioteki Samorządowej. Z usług biblioteki korzysta 6100 czytelników, którym biblioteka oferuje ponad 97 000 woluminów oraz 11 500 kaset „książki mówionej”, a także książki w językach: angielskim, francuskim, niemieckim i słowackim. Żywiecka Biblioteka Samorządowa prowadzi także współpracę z Kysucką Kniżnicą w Čadcy.
W Starym Zamku swoją siedzibę ma Muzeum Miejskie. Do najcenniejszych zabytków muzeum zalicza się rękopis dotyczący historii miasta oraz regionu – „Chronografia albo Dziejopis Żywiecki” Andrzeja Komonieckiego.
14 maja 2011 roku w schronie bojowym przy Alei Wolności otwarte zostało Muzeum Czynu Zbrojnego Żywiecczyzny.
Przy ul. Zamkowej mieści się Towarzystwo Miłośników Ziemi Żywieckiej.
Na terenie dzielnicy, przy ul. Podwale 4, swoją siedzibę ma powiatowy oddział redakcji dwutygodnika Super-Nowa. Przy Rynku w kamienicy nr 7 znajduje się redakcja regionalnego dodatku do czasopisma Dziennik Zachodni, a przy ul. 3 Maja – redakcja dwutygodnika Nad Sołą i Koszarawą.

## Edukacja

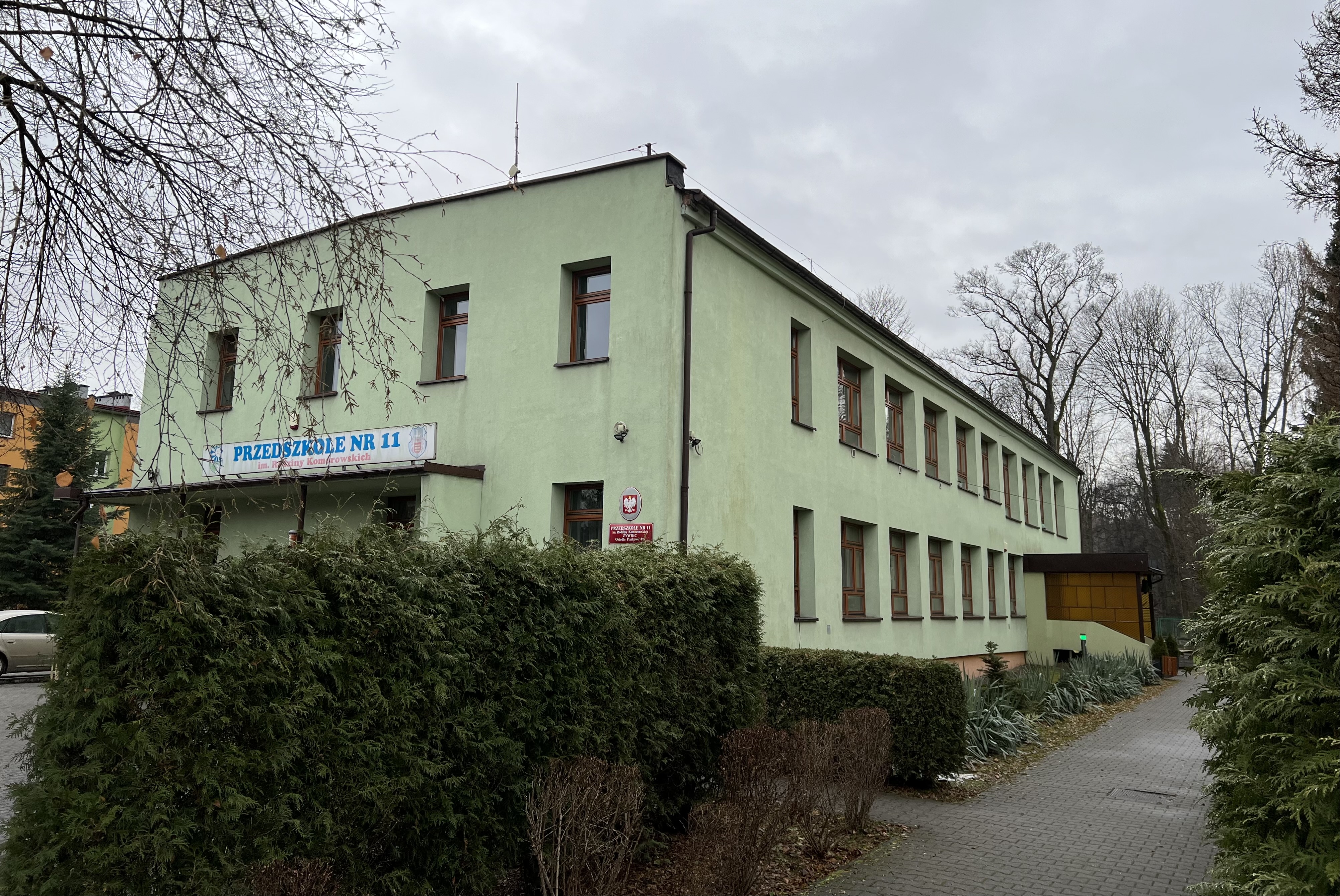
Przedszkole nr 11

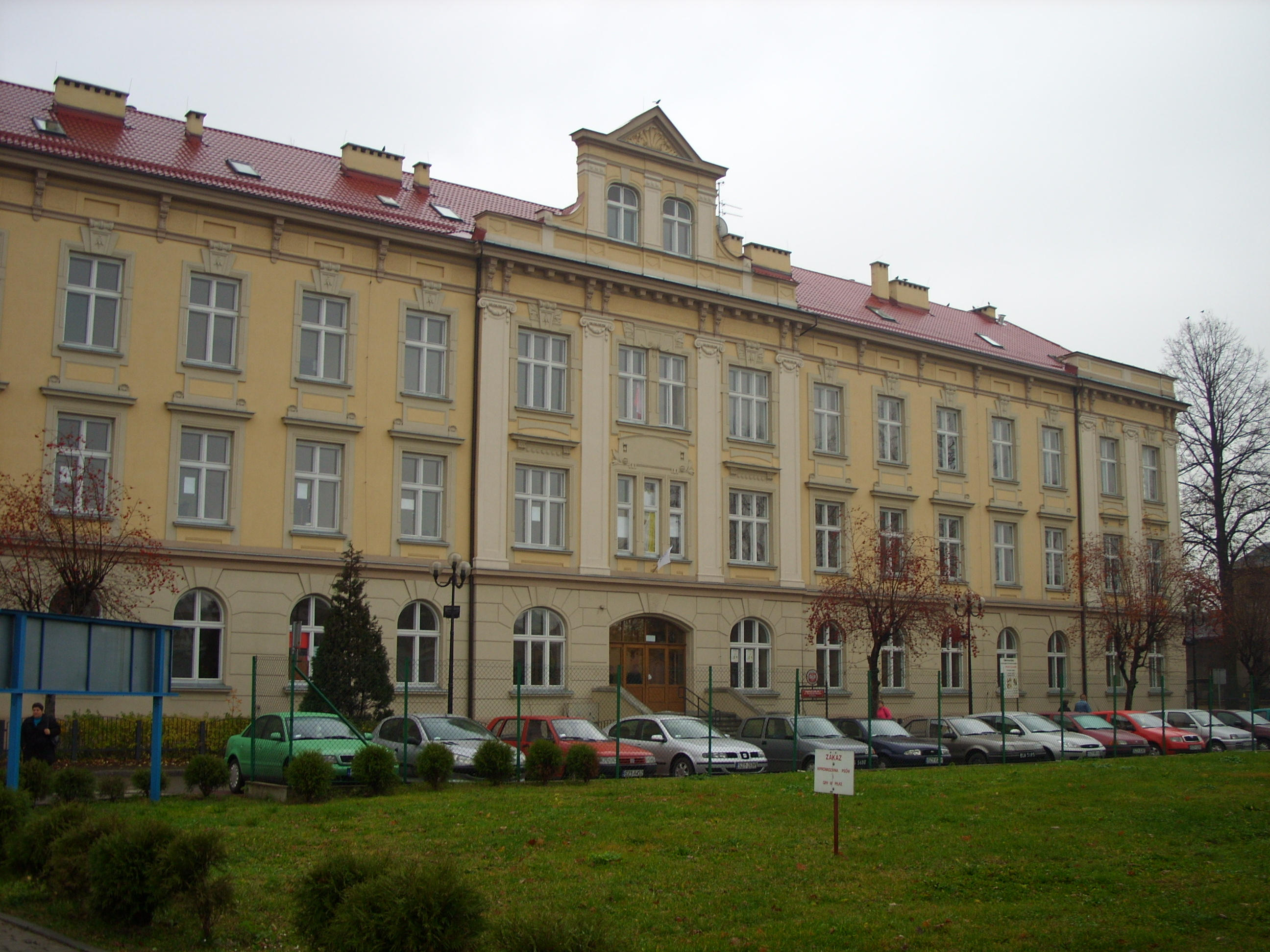
Szkoła Podstawowa nr 2

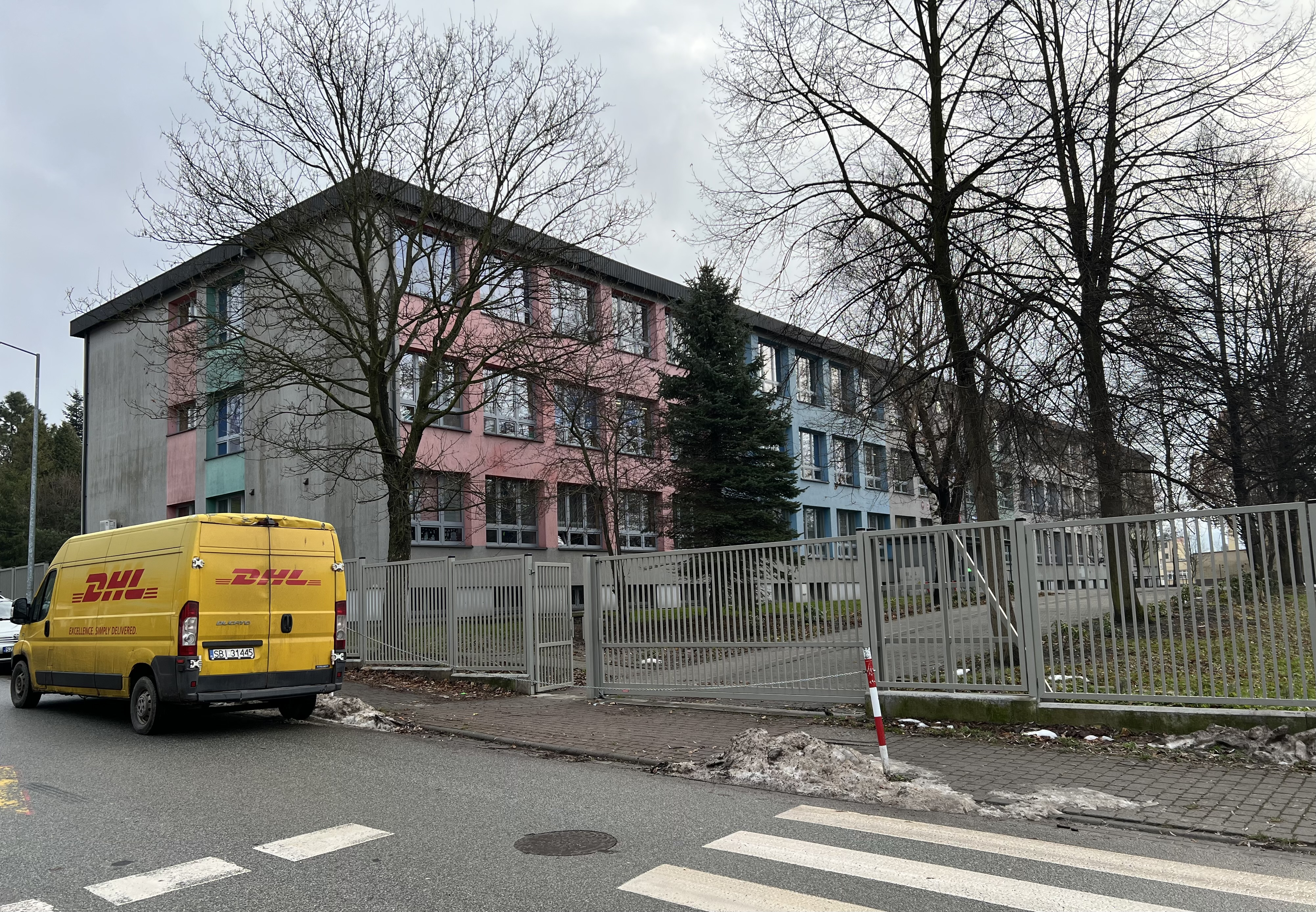
Szkoła Podstawowa nr 5

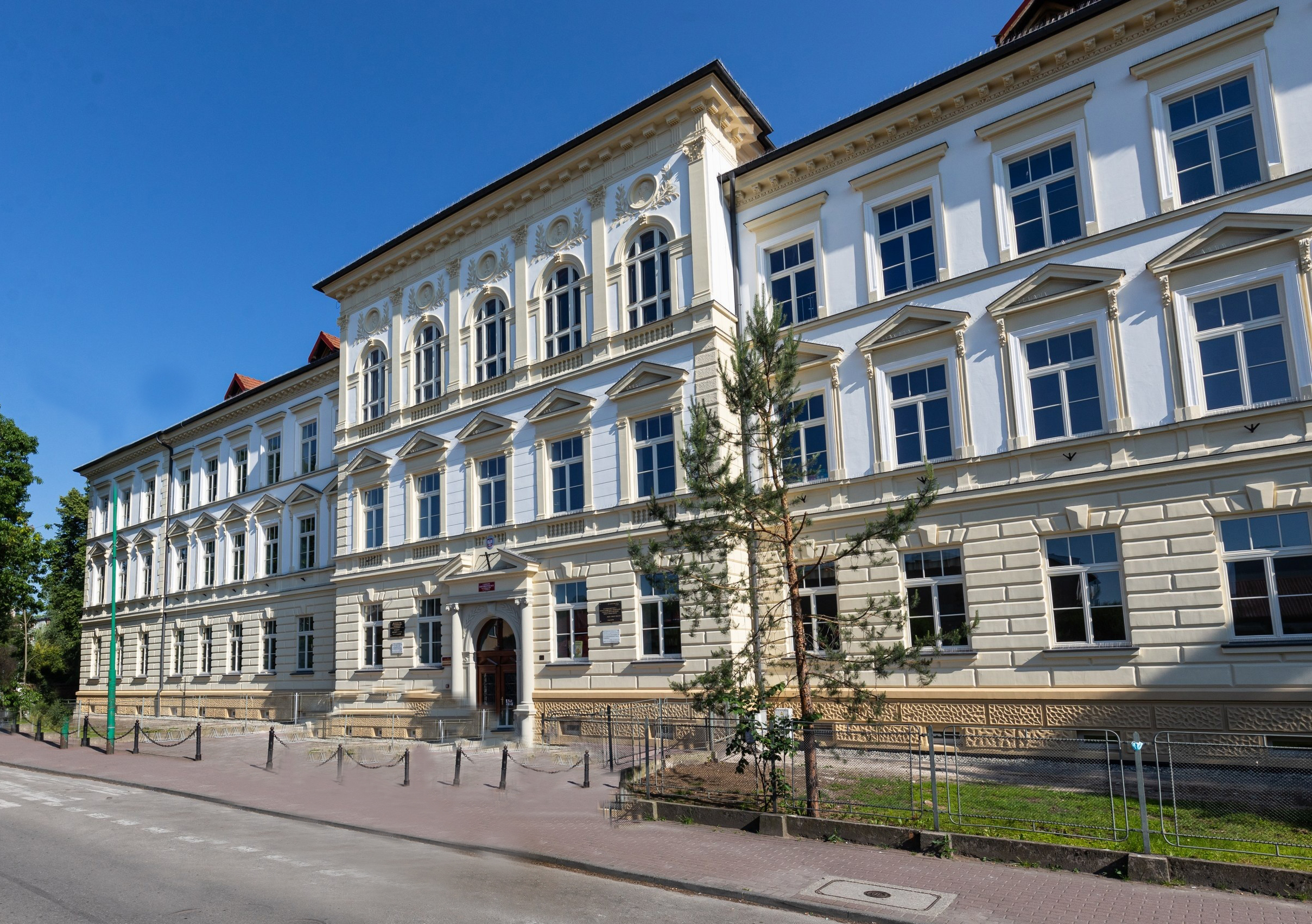
I Liceum Ogólnokształcące im. Mikołaja Kopernika

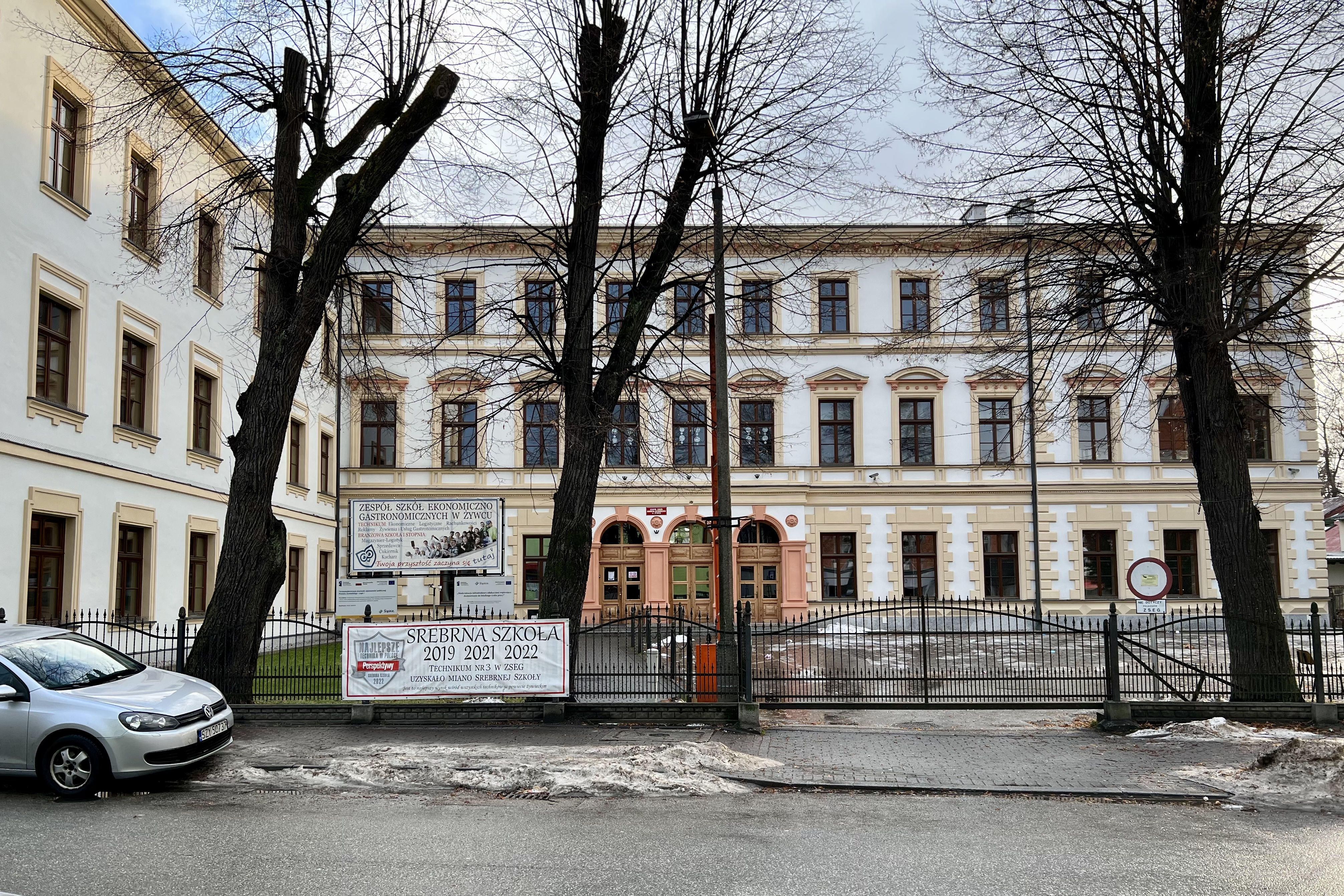
Zespół Szkół Ekonomiczno-Gastronomicznych

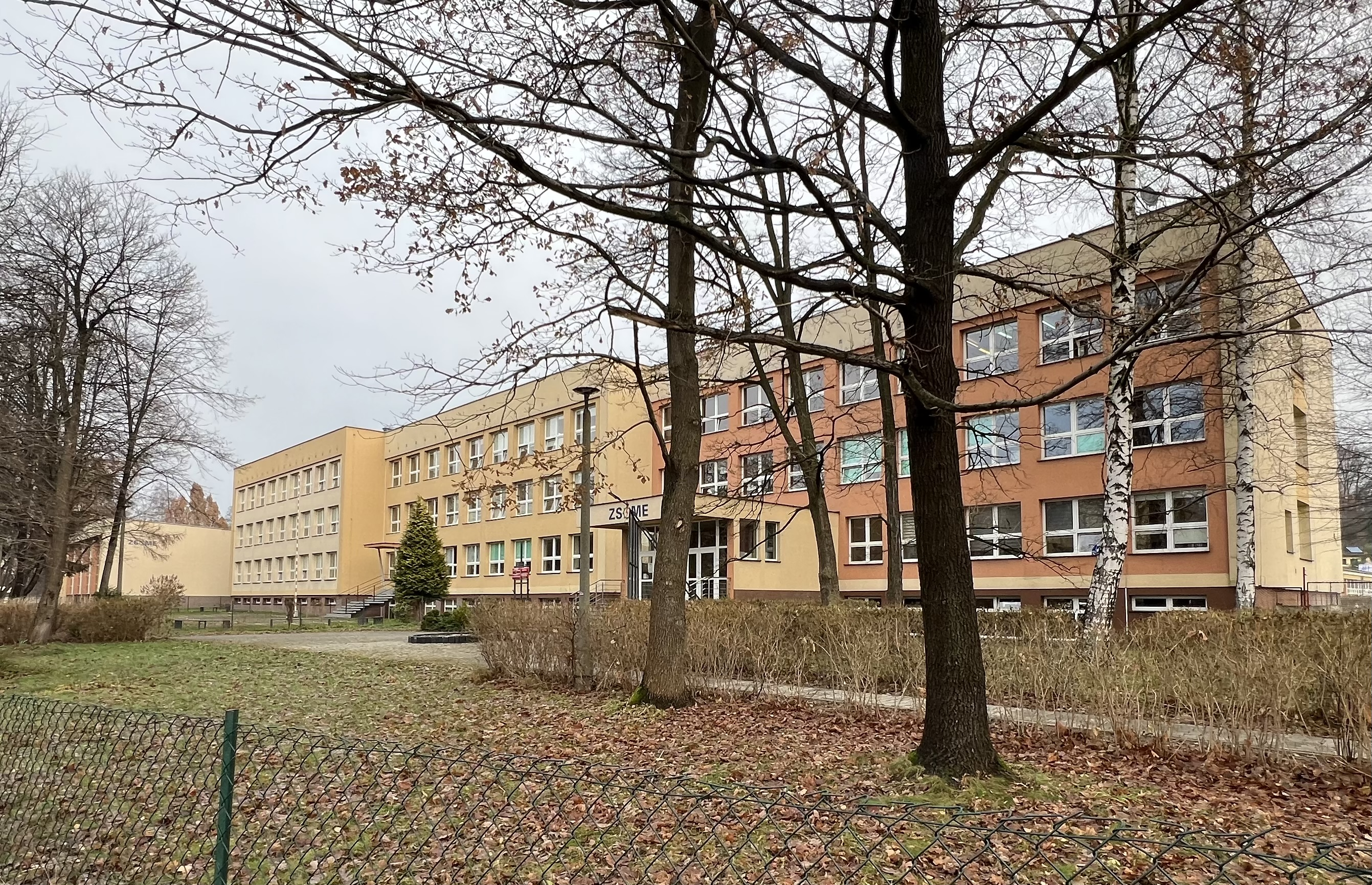
Zespół Szkół Mechaniczno-Elektrycznych

### Przedszkola
- Przedszkole nr 9 przy ul. Poniatowskiego 12[52]
- Przedszkole nr 11 na Osiedlu Parkowym 16[53]
- Niepubliczne Przedszkole „Akademia Malucha” przy ul. Komorowskich 97[52]
- Niepubliczne Przedszkole Ekologiczno-Językowe „Mały Naukowiec” ul. Węglowej 19[52]
- Niepubliczne Przedszkole Integracyjno-Terapeutyczne „Niebieski Motyl” przy ul. Komorowskich 53[52]
- Niepubliczne Przedszkole Polsko-Angielskie „Oxford House” przy ul. Pogodnej 12[52]
- Niepubliczne Przedszkole Sportowo-Artystyczne „Aktive Kids” przy Alei Piłsudskiego 22[52]
- Niepubliczne Przedszkole „W Ogrodzie” przy Świętokrzyskiej 43[52]
- Przedszkole Niepubliczne „AKUKU” z Oddziałami Integracyjnymi przy ul. Komisji Edukacji Narodowej 15[52]
- Przedszkole Sióstr Serafitek przy ul. Jana III Sobieskiego 6[52]

Do 31 sierpnia 2014 na terenie dzielnicy działało również Przedszkole nr 2 z siedzibą przy ul. Słowiczej 4. 1 września 2014 zostało ono połączone z Przedszkolem nr 9.

### Szkoły podstawowe
- Szkoła Podstawowa nr 2 im. Stanisława Staszica przy ul. Zielonej 2 – początki szkoły datowane są na 1867 rok, kiedy to powstała Szkoła Panieńska w Żywcu, przekształcona w 1897 w sześcioklasową Szkołę Ludową Żeńską. W 1903 szkoła stała się placówką siedmioklasową, natomiast 13 czerwca 1905 została ona zreorganizowana i w jej miejsce utworzono czteroklasową szkołę powszechną oraz trzyklasową szkołę wydziałową żeńską, posiadające wspólną dyrekcję. W 1907 rozpoczęto budowę gmachu szkoły przy ul. Zielonej[55], ukończoną w 1909[56]. 29 czerwca 1910 przez proboszcza żywieckiego miało miejsce poświęcenie szkolnego sztandaru, który został uszyty przez siostry serafitki. 23 lutego 1924 z inicjatywy dyrektorki szkoły placówce funkcjonującej wówczas jako siedmioklasowa szkoła powszechna żeńska Kuratorium Okręgu Szkolnego Krakowskiego nadało imię Stanisława Staszica. Od 1925 stała się ona szkołą ćwiczeń dla żywieckiego Państwowego Seminarium Nauczycielskiego Żeńskiego. W 1932 placówka została przekształcona w szkołę koedukacyjną. W 1953 w jej budynku uruchomiono również Liceum Pedagogiczne, którego szkołą ćwiczeń stała się tutejsza szkoła podstawowa. W 1970 placówka została przemianowana na Szkołę Podstawową nr 2 im. Stanisława Staszica. W tym samym roku Liceum Pedagogiczne uległo likwidacji[55]. 1 września 1999 w związku z powstaniem gimnazjów w budynku uruchomiono działające tu równolegle Gimnazjum nr 2, jednocześnie rozpoczynając wówczas likwidację Szkoły Podstawowej nr 2, w związku z czym od roku szkolnego 1999/2000 nie były prowadzone w niej nabory do klas pierwszych. Placówka została zamknięta 31 sierpnia 2002, a cały budynek przy ul. Zielonej został objęty przez gimnazjum[55][57]. W związku z reformą systemu oświaty z 2017 roku Gimnazjum nr 2 zakończyło działalność 31 sierpnia 2017 i zostało przekształcone w reaktywowaną 1 września 2017 Szkołę Podstawową nr 2[58][59][60], a włączone do niej klasy gimnazjalne zakończyły funkcjonowanie 31 sierpnia 2019[60].
- Szkoła Podstawowa nr 5 im. Hugona Kołłątaja przy ul. Powstańców Śląskich 4 – została założona w 1920 jako siedmioletnia Szkoła Męska im. ks. Hugo Kołłątaja. Od roku szkolnego 1933/1934 stała się placówką koedukacyjną. Jej siedziba mieściła się w gmachu I Liceum Ogólnokształcącego, w latach 50. XX wieku została włączona w skład działającej tam szkoły 11-letniej. W 1966 jej siedziba została przeniesiona do nowego budynku przy ul. Powstańców Śląskich, powstałego jako „szkoła tysiąclecia”. Z uwagi na wzrost liczby mieszkańców znajdujących się w jej sąsiedztwie osiedli Młodych oraz 700-lecia, w 1992 rozpoczęto rozbudowę obiektu, dzięki czemu w roku szkolnym 1993/1994 pozyskała ona 11 nowych sal lekcyjnych[61][62].
- Szkoła Podstawowa im. Stefana Kardynała Wyszyńskiego – niepubliczna placówka katolicka[63] działająca od 1998. Siedziba szkoły położona jest przy Alei Legionów, naprzeciwko Miejskiego Centrum Kultury[64].
- Niepubliczna Szkoła Podstawowa o Profilu Językowym Cervantes – jej siedziba mieści się przy ul. Powstańców Śląskich 2a[52]

### Szkoły średnie
- I Liceum Ogólnokształcące im. Mikołaja Kopernika – założone 1 września 1904 roku jako Szkoła Realna w Żywcu. W 1910 roku stała się Siedmioklasową Wyższą Szkołą Realną. W tymże roku wprowadzono klasy koedukacyjne. W latach 30. powołano Państwowe Gimnazjum i Liceum im. Mikołaja Kopernika w Żywcu, które w 1949 roku zostało zamienione na jedenastoletnią szkołę ogólnokształcącą[65].

- Zespół Szkół Ekonomiczno-Gastronomicznych – szkoła powstała w 1936 roku jako Miejska Jednoroczna Szkoła Przysposobienia Kupieckiego, później przekształcona w Miejskie Gimnazjum Kupieckie. W 1956 utworzono Technikum Ekonomiczne i Zasadniczą Szkołę Handlową, a w 1966 roku wprowadzono klasy o profilu gastronomicznym[66].

- Zespół Szkół Mechaniczno-Elektrycznych – początki szkoły sięgają założonej 1 września 1947 r. Szkoły Przyzakładowej Przysposobienia Przemysłowego, która w 1951 roku zmieniła nazwę na Państwowa Szkoła Przemysłowa. 1 września 1952 nazwę szkoły zmieniono na Technikum Mechaniczne i Zasadnicza Szkoła Metalowa Ministerstwa Hutnictwa. W latach 1976–1982 w budynku szkoły mieściła się Filia Wydziału Mechanicznego Politechniki Krakowskiej. Prowadzone tu były zajęcia, natomiast egzaminy i ćwiczenia laboratoryjne odbywały się w Krakowie[67][68][69]

- Niepubliczna Szkoła Ogólnokształcąca i Zawodowa – założona w 2000[70], składa się z liceum ogólnokształcącego, liceum dla dorosłych oraz szkoły policealnej[71]. Jej siedziba znajduje się w budynku Zespołu Szkół Mechaniczno-Elektrycznych[72].

- Niepubliczne Liceum Ogólnokształcące Cogito – prowadzi naukę za pomocą metody Montessori[73], mieści się na ostatnim piętrze budynku Szkoły Podstawowej nr 2[74].

- Zespół Szkół w Żywcu Zakładu Doskonalenia Zawodowego w Katowicach – niepubliczna placówka edukacyjna składająca się z technikum, szkoły branżowej I stopnia i policealnego studium zawodowego[75].

## Przemysł

Zakłady Mięsne Żywiec

Śródmieście, w przeciwieństwie do innych dzielnic, takich jak Zabłocie czy Sporysz, jest mało uprzemysłowione. Nieliczne zakłady przemysłowe koncentrują się przy ul. Brackiej, Folwark, Sienkiewicza, czy Świętokrzyskiej. Na terenie byłego tartaku przy Alei Legionów powstał hipermarket Tesco i kilka innych supermarketów, a w budynkach przeniesionej do pobliskiej dzielnicy Zabłocie Żywieckiej Fabryki Wtryskarek „Ponar” przy ul. Zielonej ulokowano galerię handlową i supermarket Carrefour.
Przy ul. Sienkiewicza znajduje się siedziba przedsiębiorstwa Eurofirany założonego w 1991 roku, która w 2005 roku przeniosła się do nowej siedziby o powierzchni 10 000 m². Firma zatrudnia 200 pracowników.
Przy ul. Świętokrzyskiej działały Zakłady Mięsne Żywiec, założone w 1989 roku i funkcjonujące do 2020. Produkowały kiełbasy, wyroby podrobowe, wyroby garmażeryjne, wędzonki, pieczenie oraz dania gotowe. W dawnej siedzibie masarni działalność prowadzi Browar Zapanbrat.
Oczyszczalnia ścieków, położona przy ul. Brackiej przyjmuje ścieki z Żywca oraz kilku okolicznych gmin. Zajmuje się też prosukcją wody pitnej, która pobierana jest z ujęcia na rzece Koszarawa. W latach 1988–96 oraz 2008–2010 oczyszczalnia została zmodernizowana i rozbudowana.

## Handel

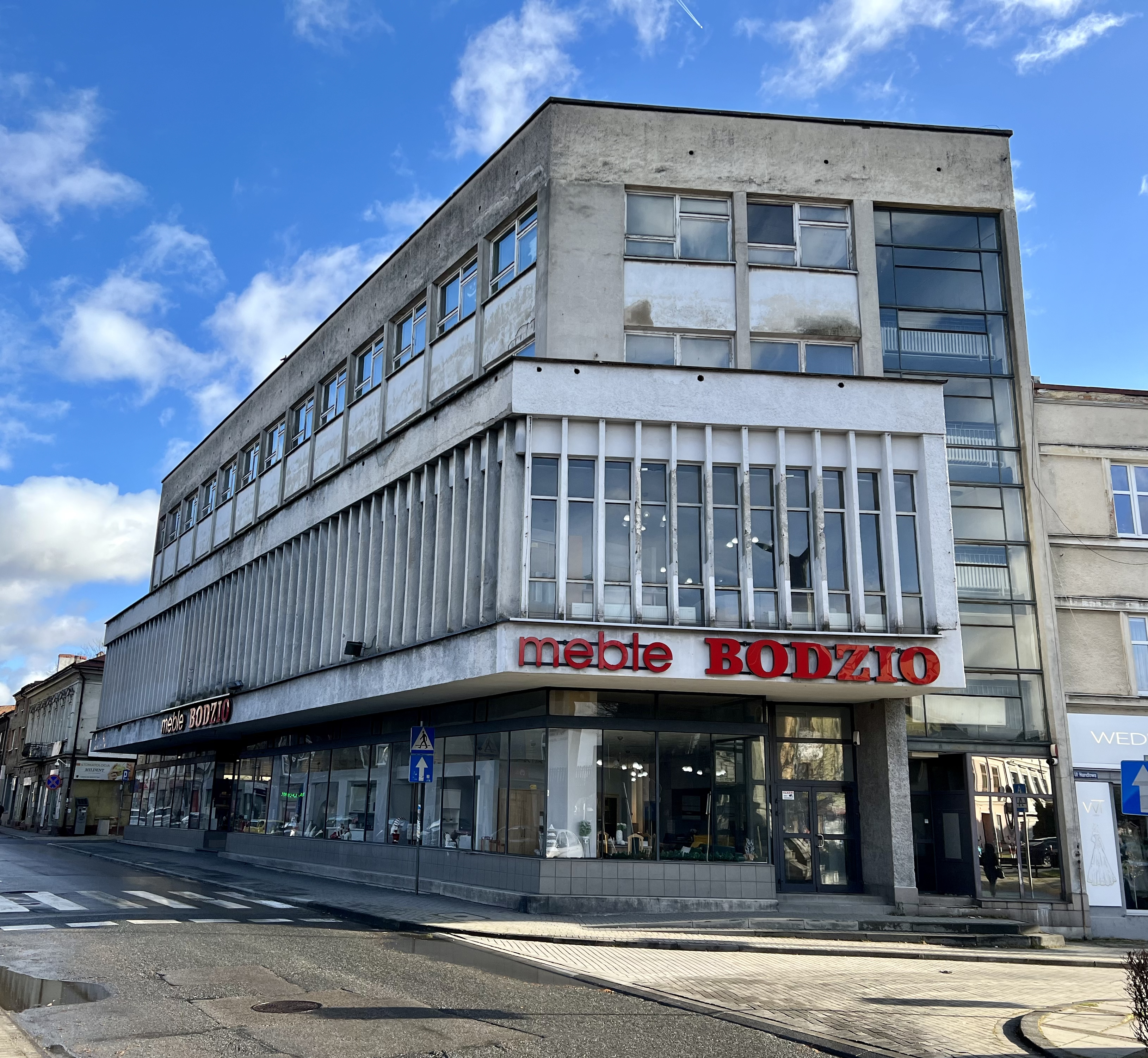
Dom Towarowy „Centrum”

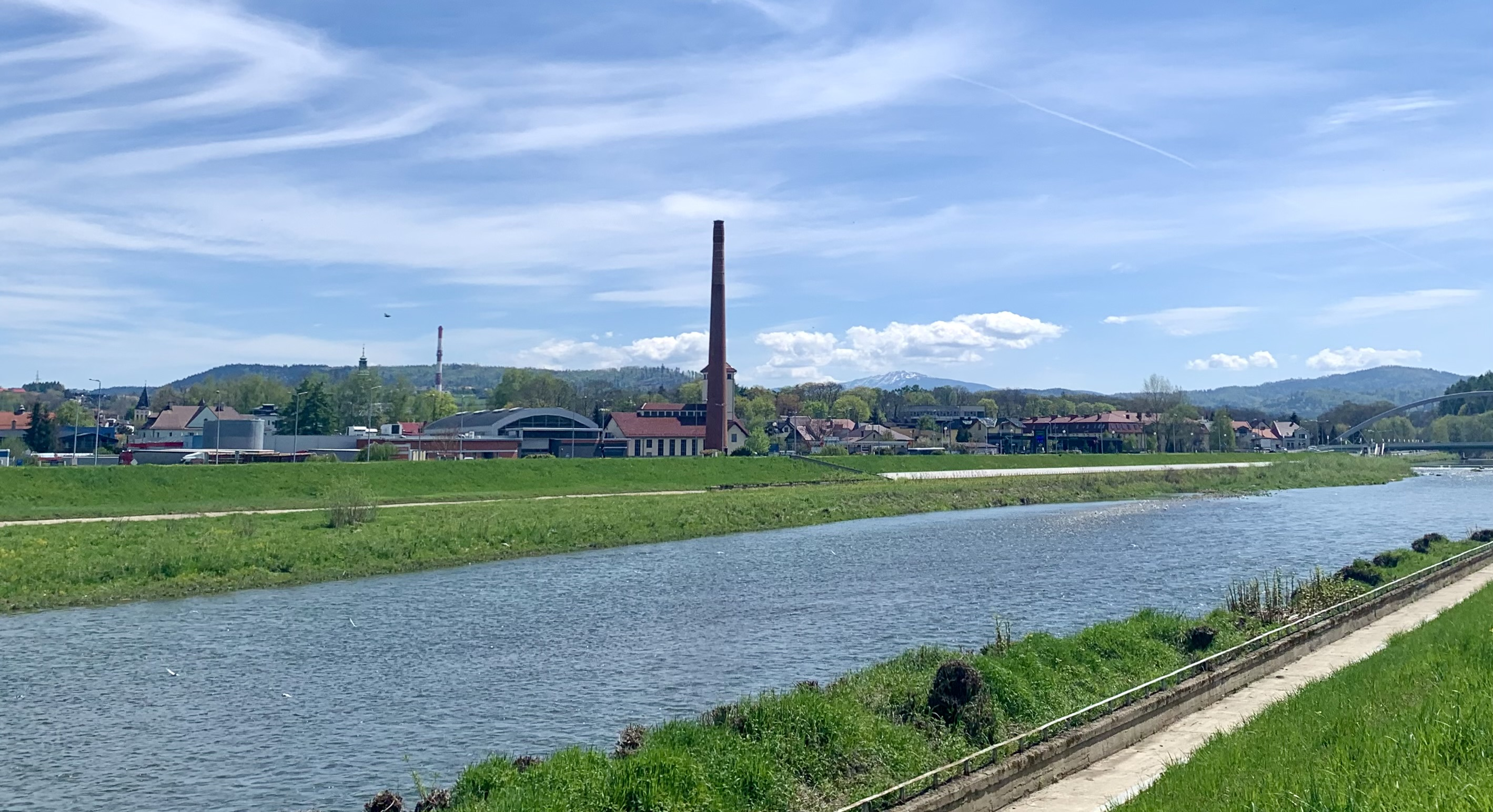
Centrum handlowe przy al. Jana Pawła II

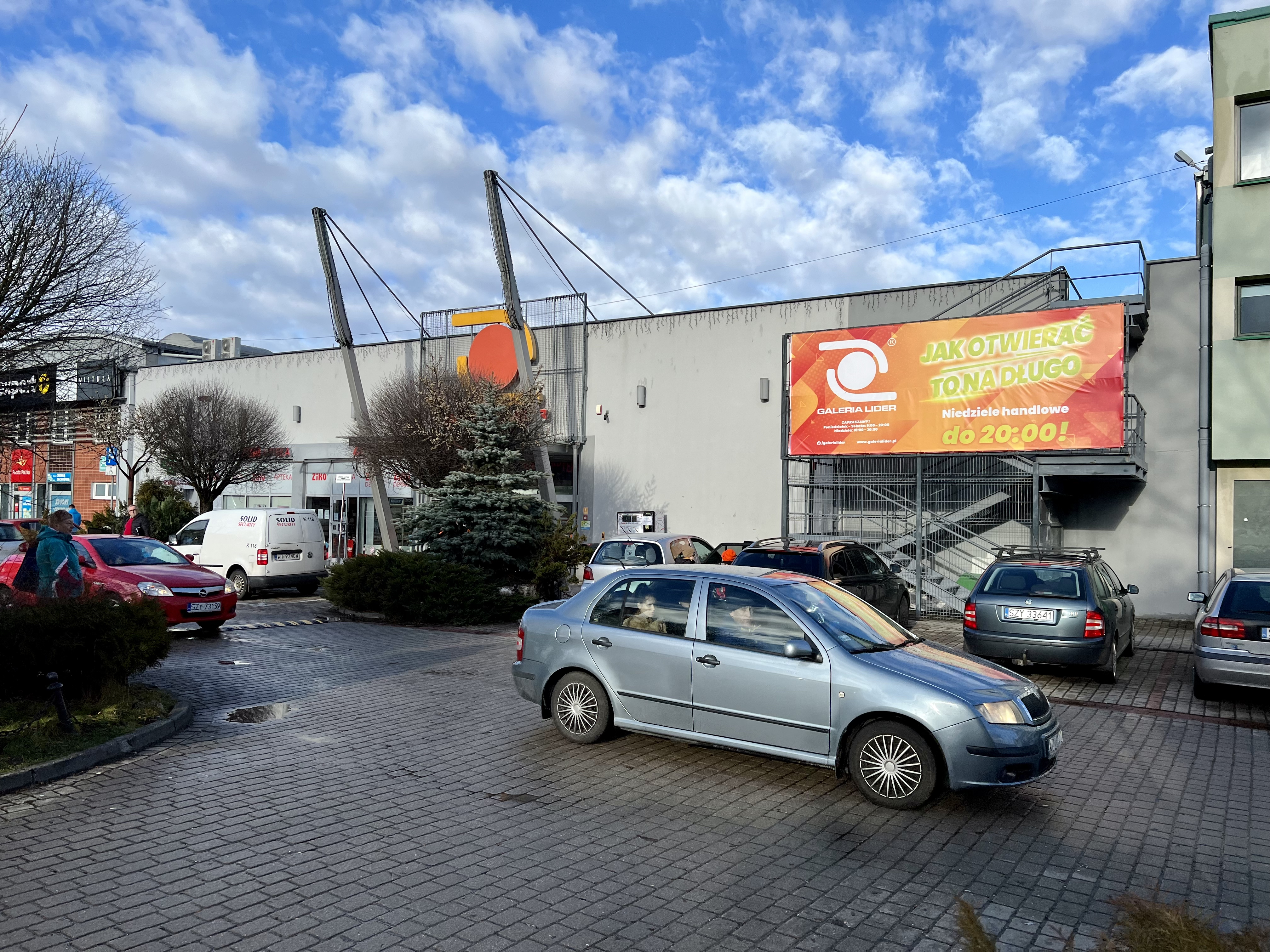
Galeria Handlowa „Lider”

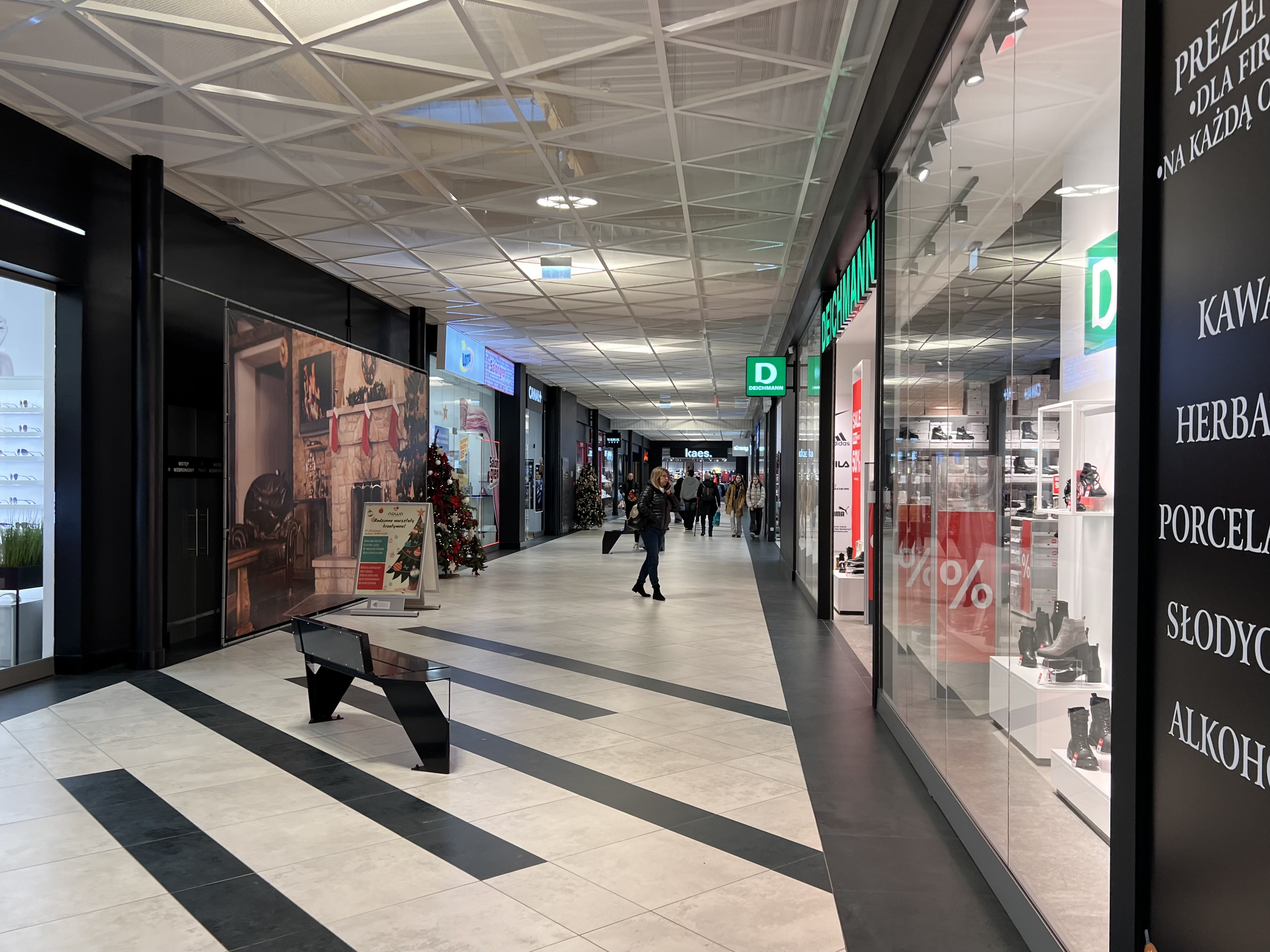
Wnętrze Galerii „Nowa Twoje Centrum”

Miasto pozyskało prawa handlowe w 1518. Do 1939 targi odbywały się na Rynku, a następnie zostały przeniesione na plac targowy powstały pomiędzy współczesną Komonieckiego i Aleją Piłsudskiego. Po rozpoczęciu na tym terenie budowy Osiedla Młodych w latach 60. XX wieku nowy plac targowy został utworzony na dawnym „placu stodolnym” po drugiej stronie dzisiejszej ulicy Komonieckiego. W 1998 działka ta została sprzedana prywatnemu inwestorowi, wobec czego targowisko zostało przeniesione w sąsiedztwo hal dawnej fabryki „Ponar” przy ul. Zielonej, a stamtąd w rejon skrzyżowania ulic Żeromskiego i Świętokrzyskiej.
W październiku 1972 przez przedsiębiorstwo Miejskie Handel Detaliczny przy ul. Kościuszki 57 został otwarty Dom Towarowy „Centrum”. W latach 90. XX wieku został on przejęty przez sieć handlową „Savia”, która w 1995 stała się częścią Grupy Tesco, jednak jej placówki dalej funkcjonowały pod dotychczasową nazwą. Do ich przemianowania na „Tesco Supermarket” doszło 1 września 2011. Supermarket pod tym szyldem istniał tu do czasu jego likwidacji w 2017, a domu towarowym przy ul. Kościuszki działalność rozpoczął następnie sklep meblowy. 
Przy Alei Legionów 45 mieścił się hipermarket Tesco, wybudowany na terenie zajmowanym wcześniej przez tartak, otwarty 14 września 2005 i zlikwidowany w październiku 2021. Przy obiekcie o powierzchni 3000 m² znajdowało się 90 miejsc parkingowych.
W bezpośrednim sąsiedztwie dawnego Tesco znajdują się także supermarkety Kaufland (otwarty w 2012), Jysk, Komfort i Abra.
W lipcu 2023 rozpoczęty został pierwszy etap budowy parku handlowego „Aura Park” przy Alei Jana Pawła II. Pawilon handlowy powstały w ramach pierwszego etapu inwestycji posiadający 3000 m² powierzchni i mieszczący 8 lokali handlowych oraz dysponujący 100 miejscami parkingowymi został otwarty w marcu 2024.
W centrum dzielnicy, przy ul. Zielonej, usytuowane jest Centrum Handlowe „Lider”, w którym znajdują się supermarket Lewiatan, 57 sklepów i punktów usługowych, placówka Poczty Polskiej i lokale gastronomiczne. Centrum Handlowe „Lider” oferuje około 400 miejsc parkingowych. W bezpośrednim sąsiedztwie galerii znajduje się supermarket sieci Action.
Przy ulicy Żeromskiego zlokalizowane było Centrum Handlowe „Targówek”, uruchomione 15 kwietnia 2008, gdzie w 2020 znajdowały się 33 butiki i stoiska, drogeria Rossmann i sklepy Pepco oraz KiK. Obiekt dysponował ponadto 700 m² zadaszonej powierzchni targowej oraz sąsiadującym z nią placem targowym. Centrum Handlowe „Targówek” zostało następnie rozbudowane i przekształcone w otwartą 22 listopada 2022 galerię handlową „Nowa Twoje Centrum” z 26 sklepami oraz punktami usługowymi. W sąsiedztwie galerii „Nowa Twoje Centrum” usytuowane jest ponadto targowisko miejskie o powierzchni 2300 m² z 60 zadaszonymi oraz około kolejnymi 100 stoiskami handlowymi.
Na Osiedlu 700-lecia, przy Alei Piłsudskiego położone jest niewielkie centrum handlowe „Galeria Kolorowa” o powierzchni 1500 m², otwarte 12 maja 2012 po przebudowie istniejącego tu wcześniej pawilonu handlowego z 1981. Mieści ono supermarket sieci Euro Sklep, 5 sklepów i punktów usługowych, placówkę pocztową oraz restaurację.
Ponadto na obszarze dzielnicy znajdują się supermarkety Biedronka (przy ul. Żeromskiego i na Osiedlu 700-lecia), Stokrotka (na Osiedlu 700-lecia), Lidl (przy ul. Komonieckiego) i Aldi (przy ul. Żeromskiego).

## Sport

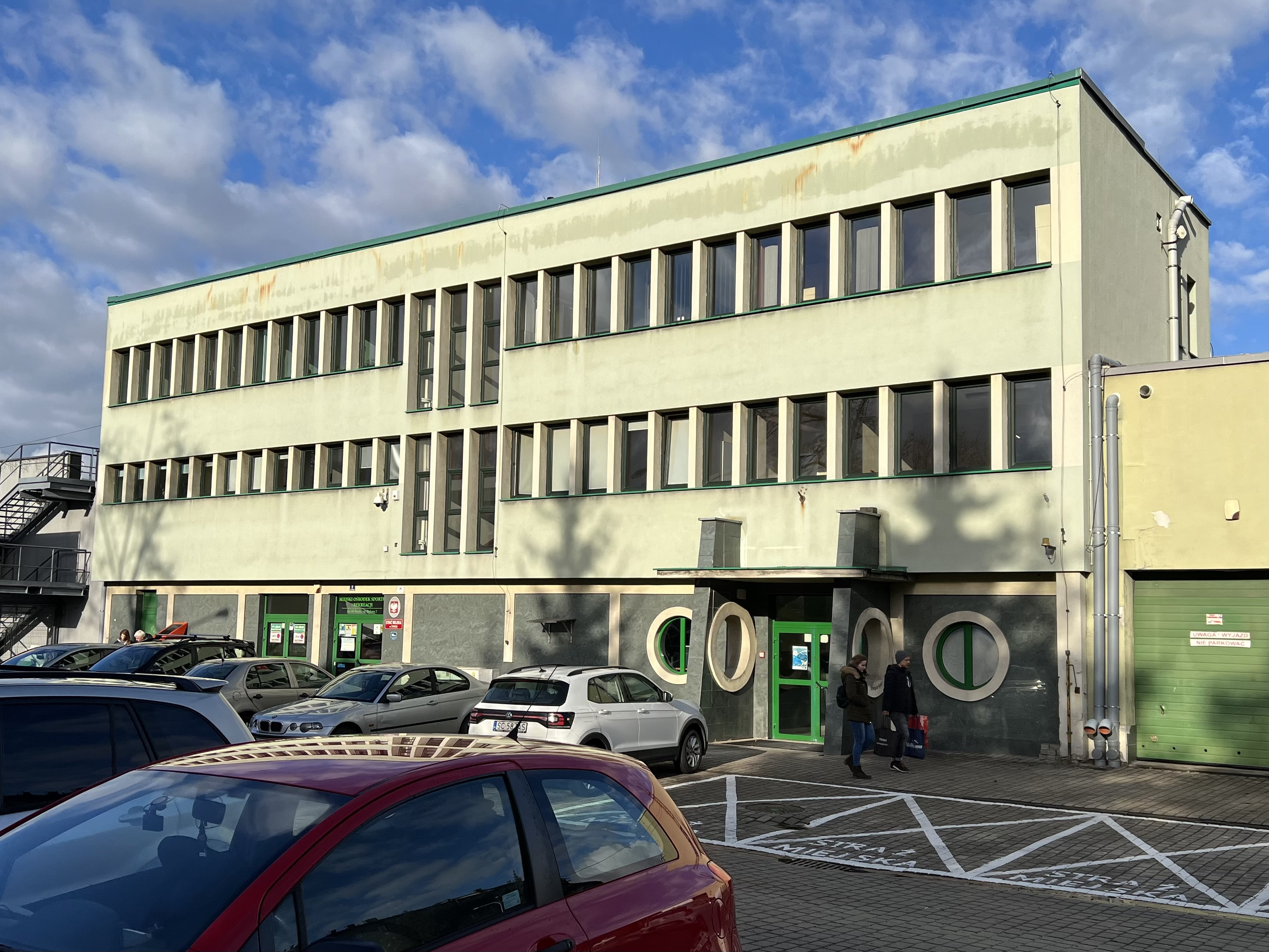
Miejski Ośrodek Sportu i Rekreacji

Na terenie dzielnicy działa Towarzystwo Sportowe Koszarawa Żywiec założone w 1910 roku. Dysponuje ono własnym stadionem przy Alei Wolności 4, mieszczącym 2500 osób.
Przy ul. Zielonej znajduje się Miejski Ośrodek Sportu i Rekreacji, dysponujący halą widowiskowo-sportową i pływalnią. Hala sportowa ma powierzchnię 1750 m². Posiada widownię na 156 miejsc oraz dwie dodatkowe galerie na 50 miejsc. Na terenie pływalni do dyspozycji użytkowników udostępnione są: basen sportowy z czterema torami pływackimi, basen rekreacyjny z hydromasażem i gejzerem wodnym, solarium oraz dwie sauny fińskie.
Ośrodek jest organizatorem wielu imprez sportowych, a także przygotowuje i przeprowadza zawody sportowe na szczeblu miejskim i powiatowym. Promuje takie dyscypliny jak: kolarstwo, biegi górskie, żeglarstwo, triathlon, narciarstwo, tenis ziemny i stołowy.

## Religia

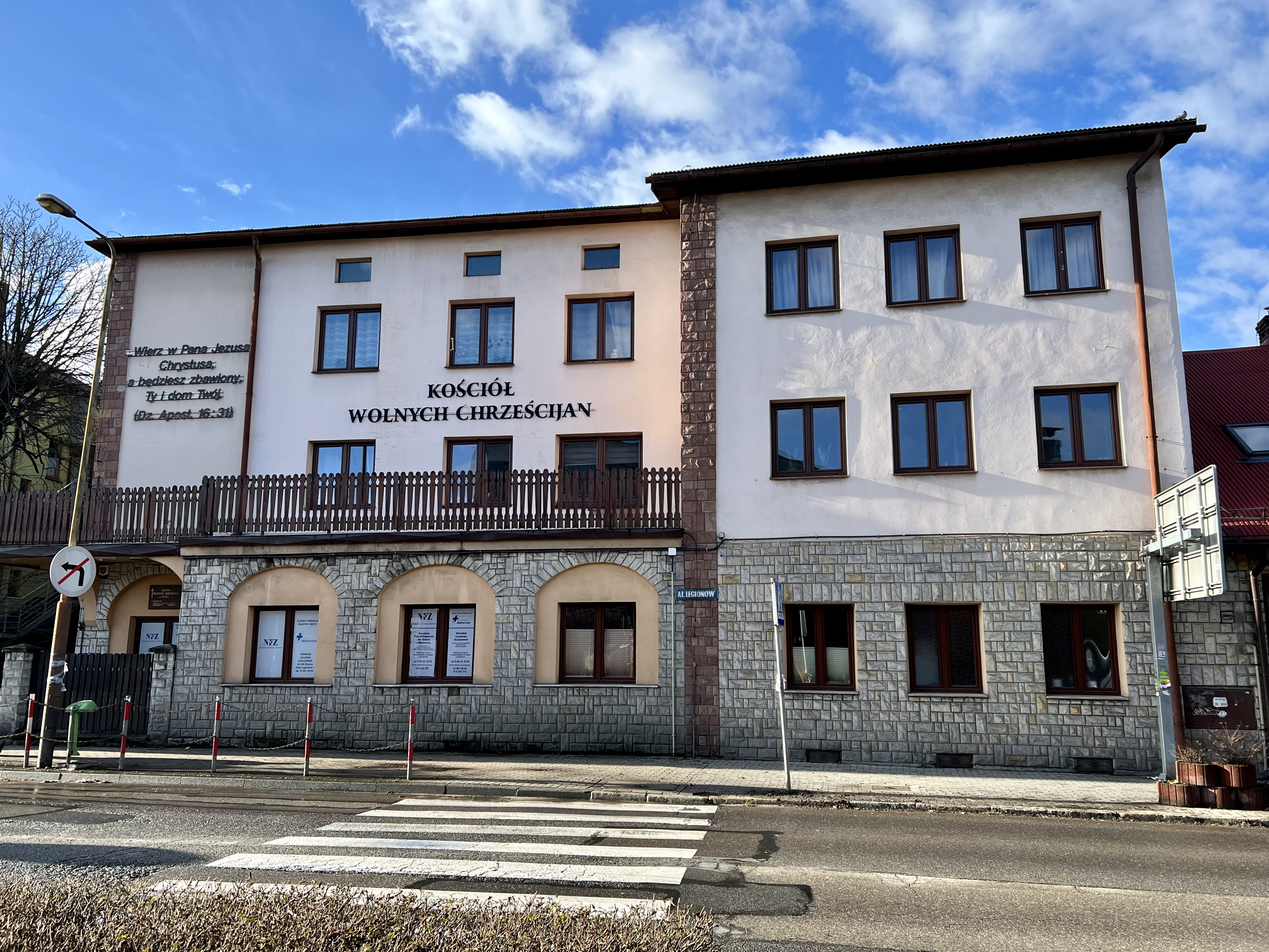
Kościół Wolnych Chrześcijan

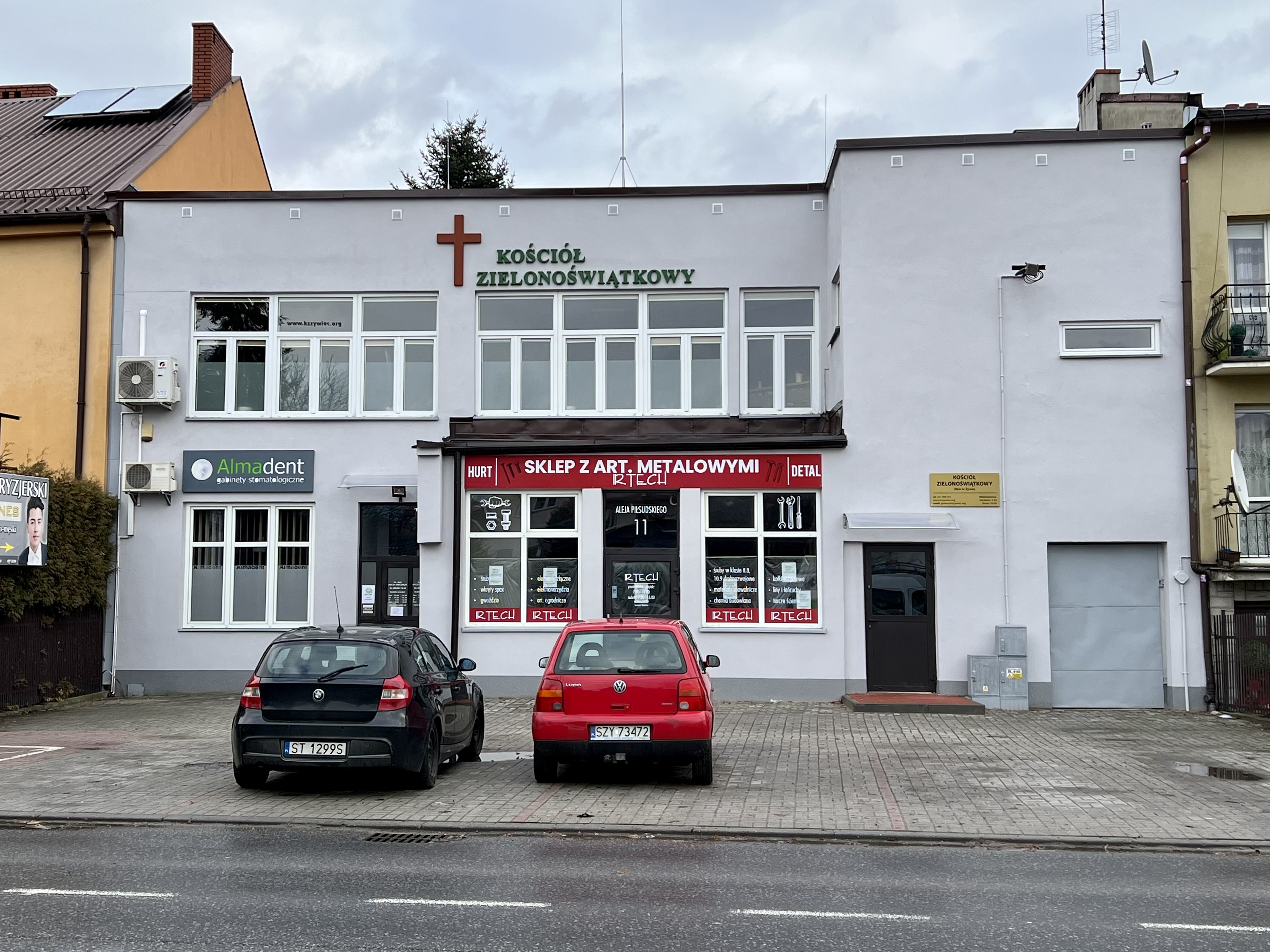
Kościół Zielonoświątkowy

### Kościół Adwentystów Dnia Siódmego
- Zbór Kościoła Adwentystów Dnia Siódmego w Żywcu – został założony w 1930, następnie uległ zanikowi. Reaktywowany w 1994. Nie posiada własnej świątyni, nabożeństwa adwentystyczne odbywają się w siedzibie klubu osiedlowego "Ogródek" na Osiedlu Parkowym[125].

### Kościół greckokatolicki
- Ośrodek duszpasterski w Żywcu podległy parafii św. Cyryla i Metodego w Bielsku-Białej – powstał 1 grudnia 2023, pierwsza liturgia została odprawiona 3 grudnia 2023. Współużytkuje rzymskokatolicki kościół św. Marka należący do parafii Narodzenia Najświętszej Marii Panny, greckokatolickie nabożeństwa sprawowane są tam w każdą niedzielę[126]

### Kościół rzymskokatolicki
- Parafia Narodzenia Najświętszej Marii Panny w Żywcu – w 2018 liczyła około 13 tysięcy wiernych, obejmując swoim zasięgiem oprócz Śródmieścia także dzielnicę Kocurów-Koleby. Jej główną świątynią pozostaje Konkatedra Narodzenia Najświętszej Maryi Panny, na terenie dzielnicy należą do niej także filialne kościoły św. Krzyża, św. Marka i Przemienienia Pańskiego[127].

### Kościół Wolnych Chrześcijan
- Zbór Kościoła Wolnych Chrześcijan w Żywcu – początki zboru sięgają 1934. Początkowo odbywały się nabożeństwa domowe, następnie urządzona została prowizoryczna kaplica w Zarzeczu. W 1962 powstał budynek z kaplicą przy ul. Wesołej. Na skutek wzrostu ilości wiernych, w latach 80. postanowiono o budowie nowego budynku zborowego przy Alei Legionów, który mieści kaplicę i pozostaje jego siedzibą[128].

### Kościół Zielonoświątkowy
- Zbór Kościoła Zielonoświątkowego w Żywcu – powstał 2 kwietnia 1988, początkowo jako filialna placówka zboru „Filadelfia” w Bielsku-Białej, od 6 grudnia 1990 uzyskał samodzielność. Nabożeństwa od 2004 odbywają się w kaplicy przy Alei Piłsudskiego[129].

## Komunikacja

Aleja Piłsudskiego

### Główne ciągi komunikacyjne

#### Drogi wojewódzkie
- al. Jana Pawła II – obwodnica Śródmieścia w stronę Korbielowa, biegnie ronda przy „Nowym Moście” na Sole do ronda na skrzyżowaniu z ul. Handlową śródmiejska obwodnica w stronę Korbielowa (Aleja Jana Pawła II), fragment drogi wojewódzkiej nr 945[3][130][131][132]
- pl. Grunwaldzki – posiada status drogi wojewódzkiej[3][132]
- ul. 3 Pułku Strzelców Podhalańskich – stanowi obwodnicę północną miasta i znajduje się w ciągu drogi wojewódzkiej nr 946[3][132][133][134][135]
- ul. Handlowa – pozostaje częścią drogi wojewódzkiej nr 945, łączy Plac Grunwaldzki z ul. Witosa[3][132]
- ul. Kościuszki – prowadzi od ul. Dworcowej do Rynku, na odcinku ul. Dworcowej do ul. Handlowej posiada status drogi wojewódzkiej[3][132]
- ul. Witosa – prowadzi od ul. Kościuszki do ronda na skrzyżowaniu z ul. Kopernika i al. Piłsudskiego na Osiedlu Parkowym, posiadając status drogi wojewódzkiej[3][132]

#### Drogi powiatowe
- al. Legionów – stanowi połączenie Placu Grunwaldzkiego z al. Wolności[3][132]
- al. Piłsudskiego – biegnie od skrzyżowania z ulicami Sienkiewicza i Żeromskiego do ronda na połączeniu ulic Kopernika i Witosa[3][132]
- al. Wolności – łączy rondo na skrzyżowaniu al. Jana Pawła II i ul. 3 Pułku Strzelców Podhalańskich z deptakiem prowadzącym do Placu Grunwaldzkiego, posiada także odnogę od siedziby Miejskiego Centrum Kultury do ul. Brakiem. Na odcinku od ronda do gmachu MCK posiada status drogi powiatowej[3][132]
- ul. Klonowa – łącznik pomiędzy ulicami Grunwaldzką i Witosa[3][132]
- ul. Komonieckiego – prowadzi od Rynku do Moszczanicy[3][132]
- ul. Komorowskich – biegnie od Placu Mariackiego do skrzyżowania ulic Kopernika i Witosa[3][132]
- ul. Powstańców Śląskich – łączy ul. Komorowskich z ul. Folwark, na odcinku od ul. Komorowskich do al. Piłsudskiego ma status drogi powiatowej[3][132]

#### Pozostałe
Ponadto do ważniejszych ulic na terenie dzielnicy posiadających status drogi gminnej należą ul. Batorego, ul. Jodłowa, ul. Sienkiewicza, czy ul. Żeromskiego.

### Linie kolejowe

Linia kolejowa w rejonie ul. Witosa

Przez Śródmieście przebiega linia kolejowa nr 97 Skawina–Żywiec, jednak na terenie dzielnicy nie jest położona żadna stacja kolejowa. Proponowane jest utworzenie przystanku kolejowego na odcinku przebiegającym nieopodal ulicy Witosa, który miałby obsługiwać głównie ruch osobowy z terenów pobliskiego Osiedla Parkowego, Osiedla 700-lecia oraz gęsto zamieszkałych ulic Komorowskich, Wodnej i Klonowej. W 1994 roku mieszkańcy miasta zwrócili się z prośbą do burmistrza o otwarcie przystanku o tejże lokalizacji, jednak władze Żywca nie były tą sprawą zainteresowane, argumentując swoją odpowiedź wystarczającą częstotliwością kursowania autobusów komunikacji miejskiej łączących wymienione wcześniej tereny z głównym dworcem kolejowym.
Planowane jest również utworzenie Szybkiej Kolei Miejskiej w Bielsku-Białej, która mogłaby być rozszerzona o połączenia do Żywca i Czechowic-Dziedzic. W związku z tym również proponowane jest utworzenie przystanku Żywiec-Miasto o podobnej lokalizacji w południowo-zachodniej części Śródmieścia, pomiędzy stacjami Żywiec i Żywiec Sporysz.

### Komunikacja miejska

Przystanek MZK przy ul. Zamkowej

Na terenie dzielnicy znajdują się 22 przystanki komunikacji miejskiej. Na najważniejszych zatrzymują się autobusy następujących linii:
- Aleja Piłsudskiego – 1, 5, 6, 9, 12, 13
- Osiedle 700-lecia – 5, 9, 12
- Osiedle Młodych – 4, 7, 14, 16, 17
- Osiedle Widok – 4, 16, 17
- Plac Mariacki – 1, 2, 3, 4, 5, 6, 7, 8, 9, 10, 11, 12, 13, 14, 15, 16, 17
- Polonia – 1, 2, 3, 4, 5, 6, 7, 8, 9, 11, 12, 13, 14, 15, 16, 17

## Osiedla

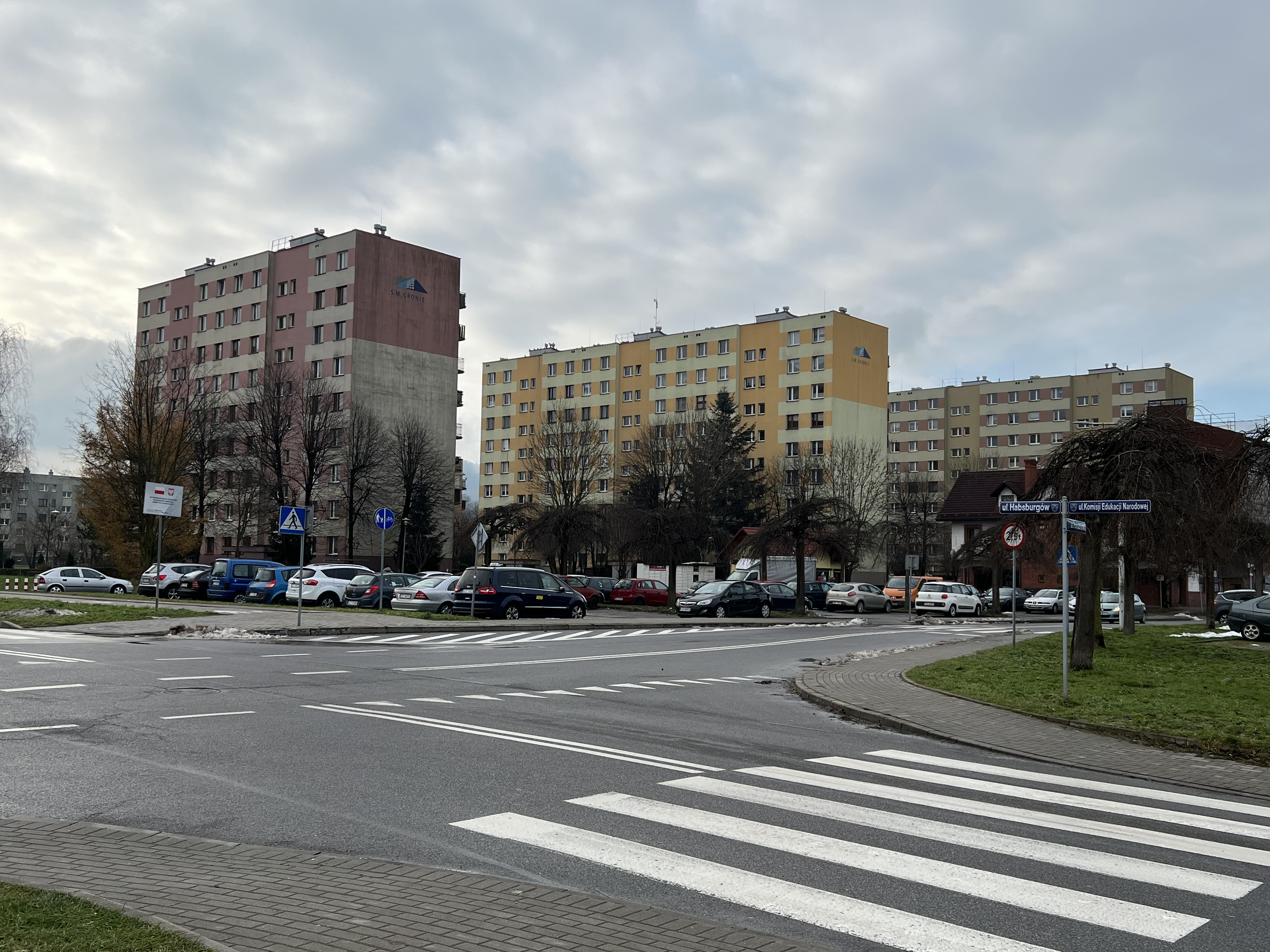
Osiedle 700-lecia

- Osiedle 700-lecia
- Osiedle Góra Burgałowska
- Osiedle Młodych
- Osiedle Na Wzgórzu
- Osiedle Parkowe
- Osiedle Paderewskiego
- Osiedle Pod Grapą
- Osiedle Widok